# Agámafélék

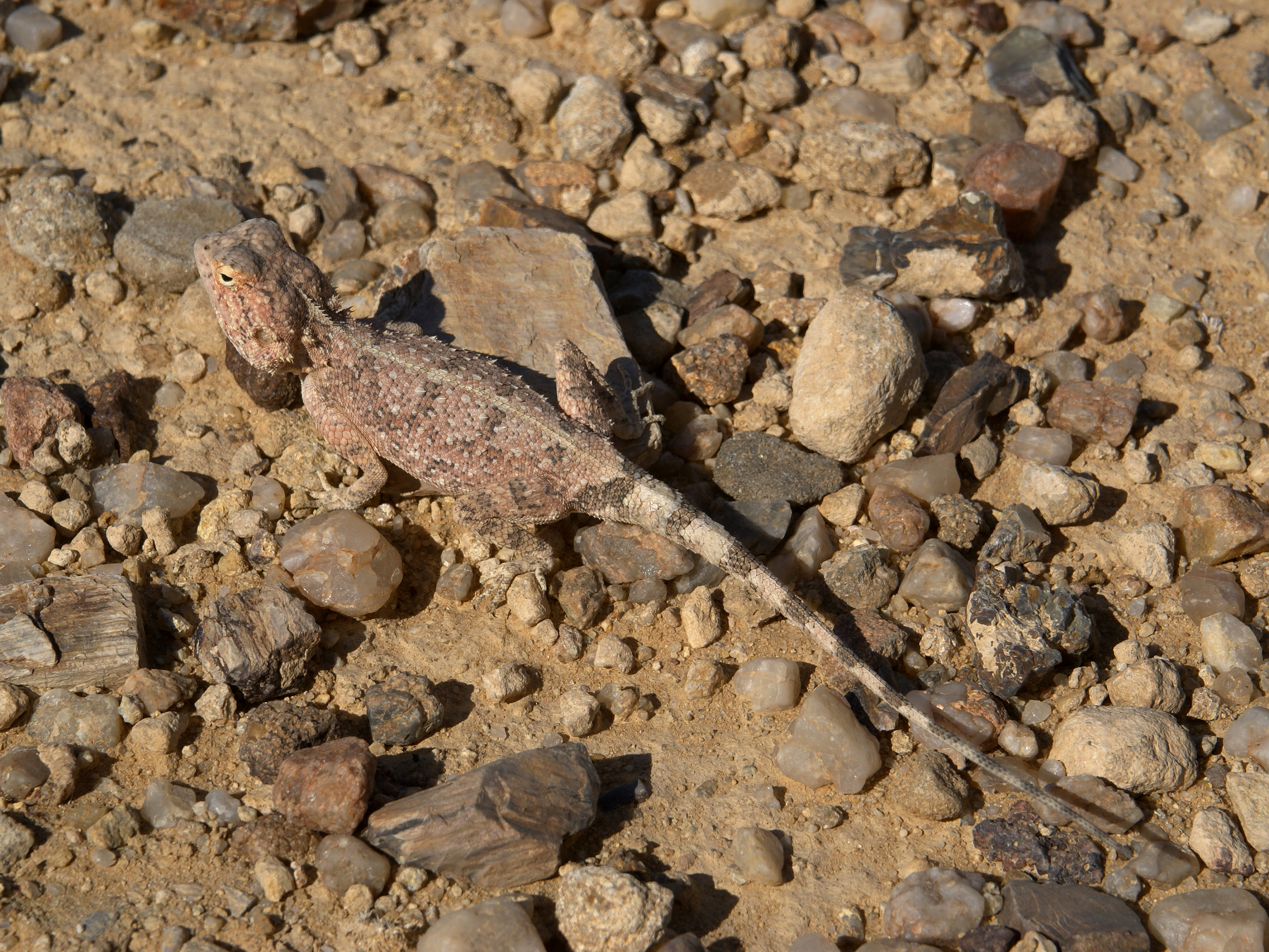
Szúrós agáma (Agama aculeata)

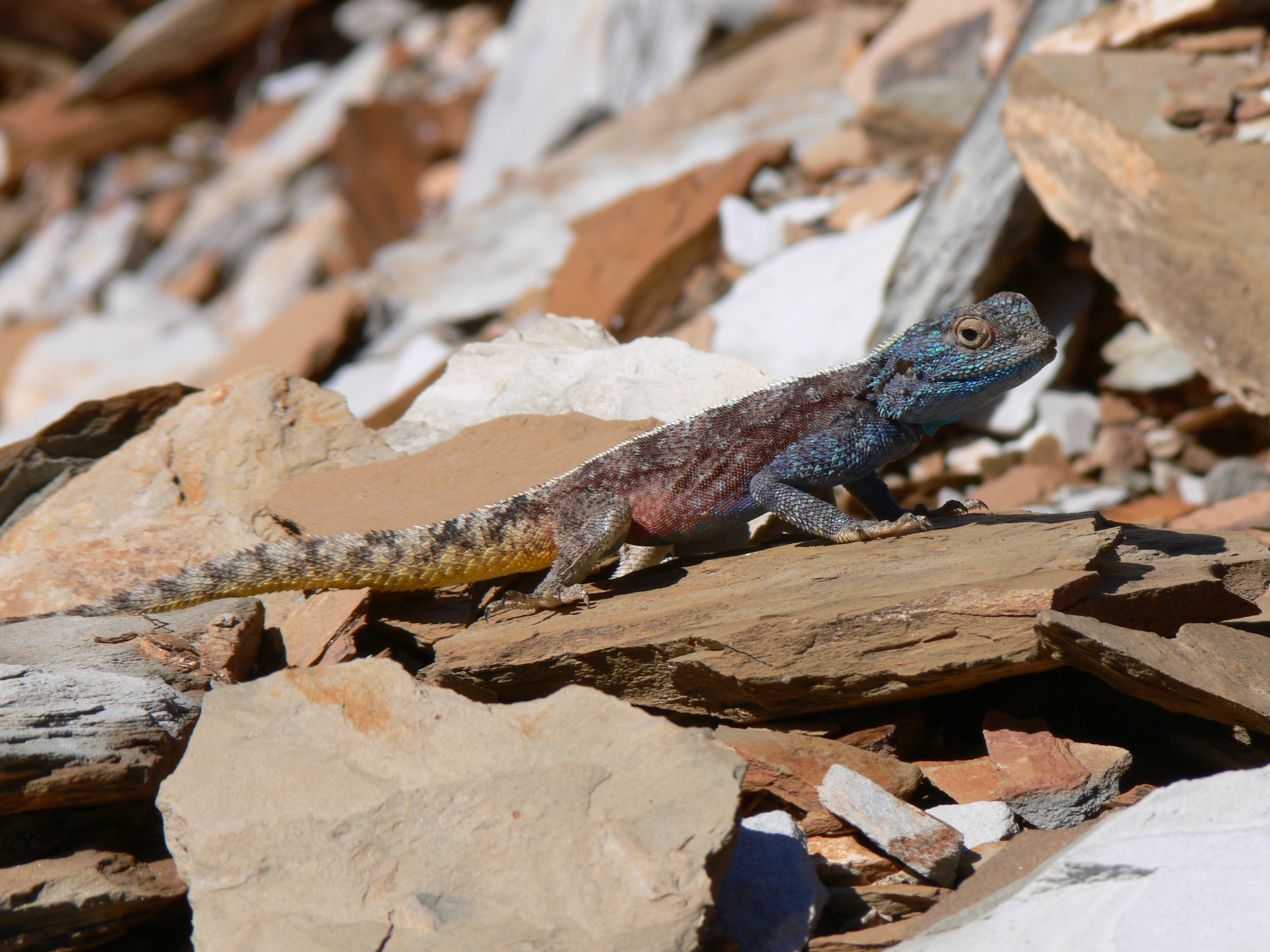
Agama atra

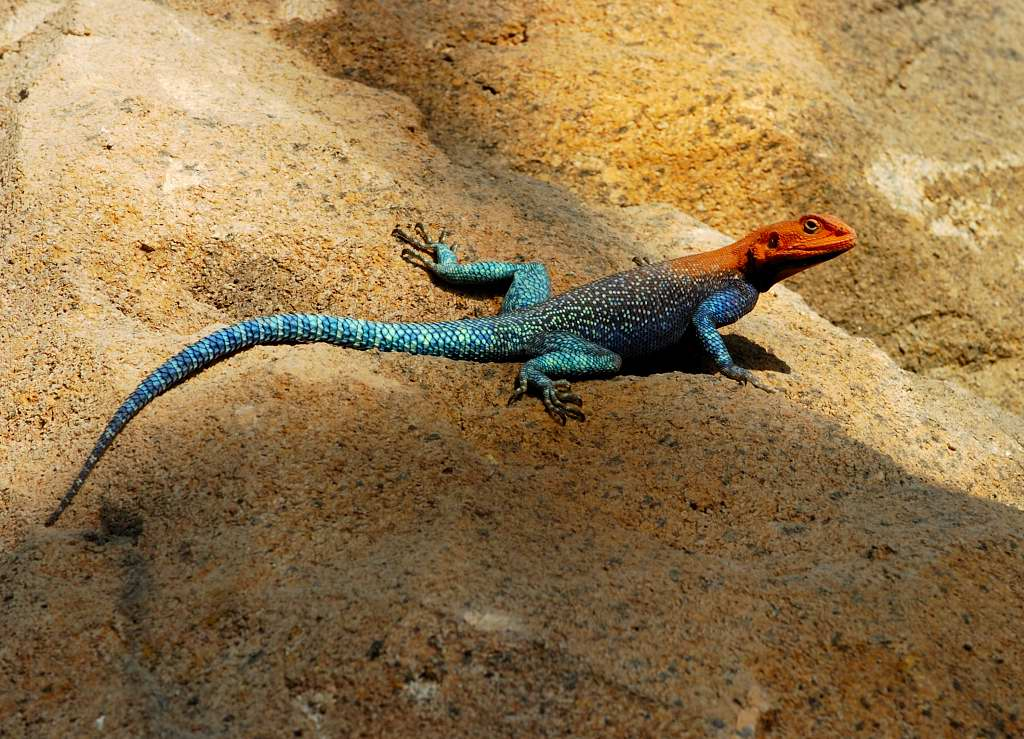
Telepes agáma (Agama agama)

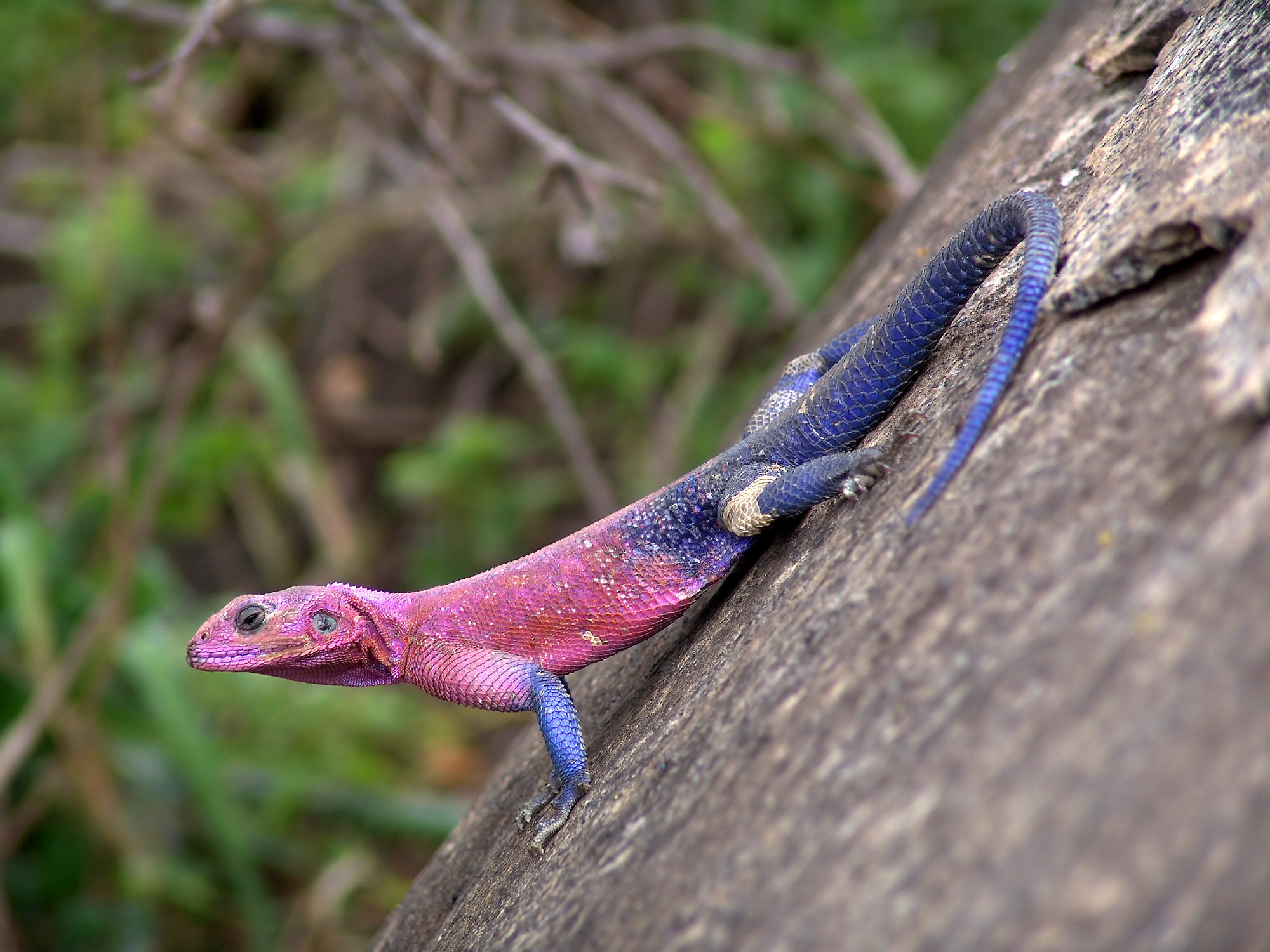
Agama mwanzae

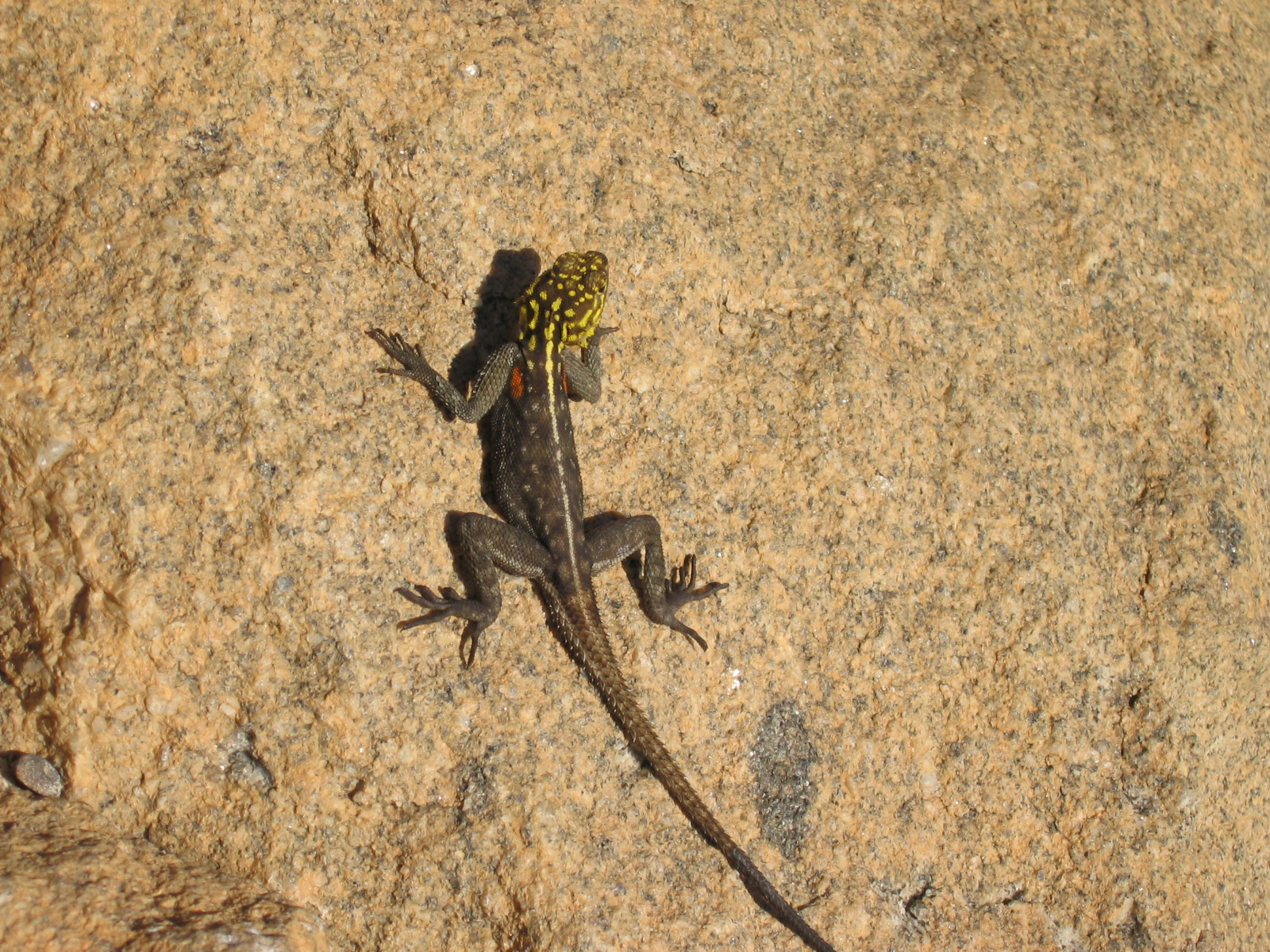
Agama planiceps

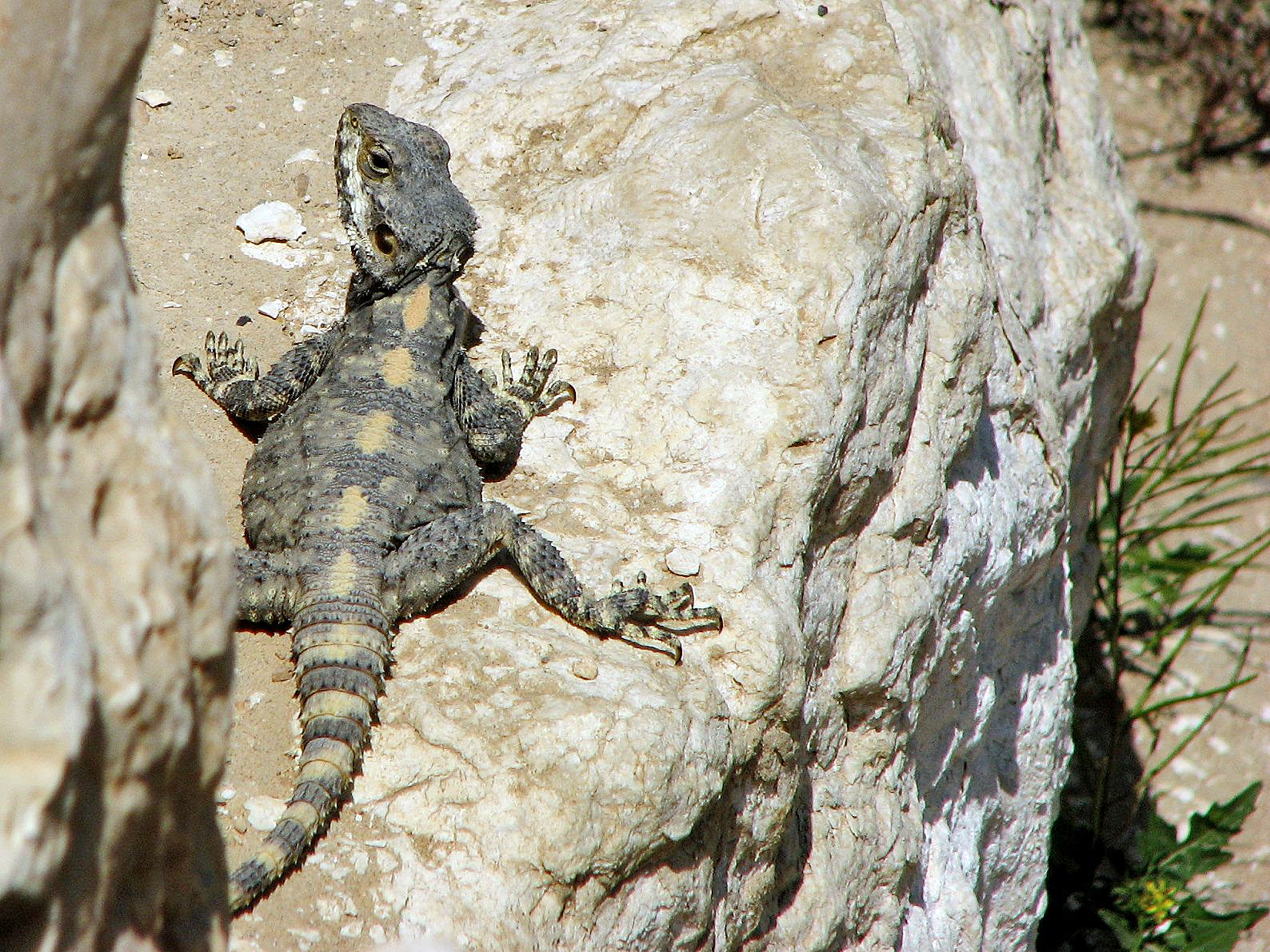
Hardun agáma (Stellagama stellio)

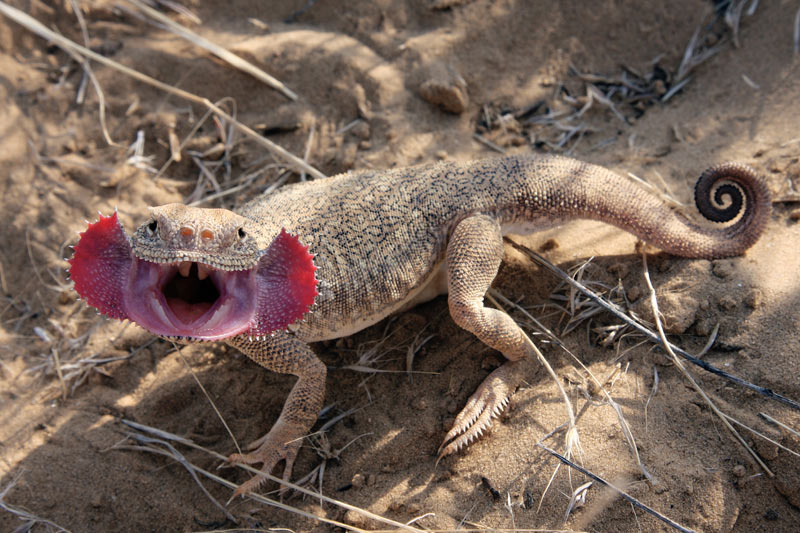
szakállas varangyfejűgyík (Phrynocephalus mystaceus)

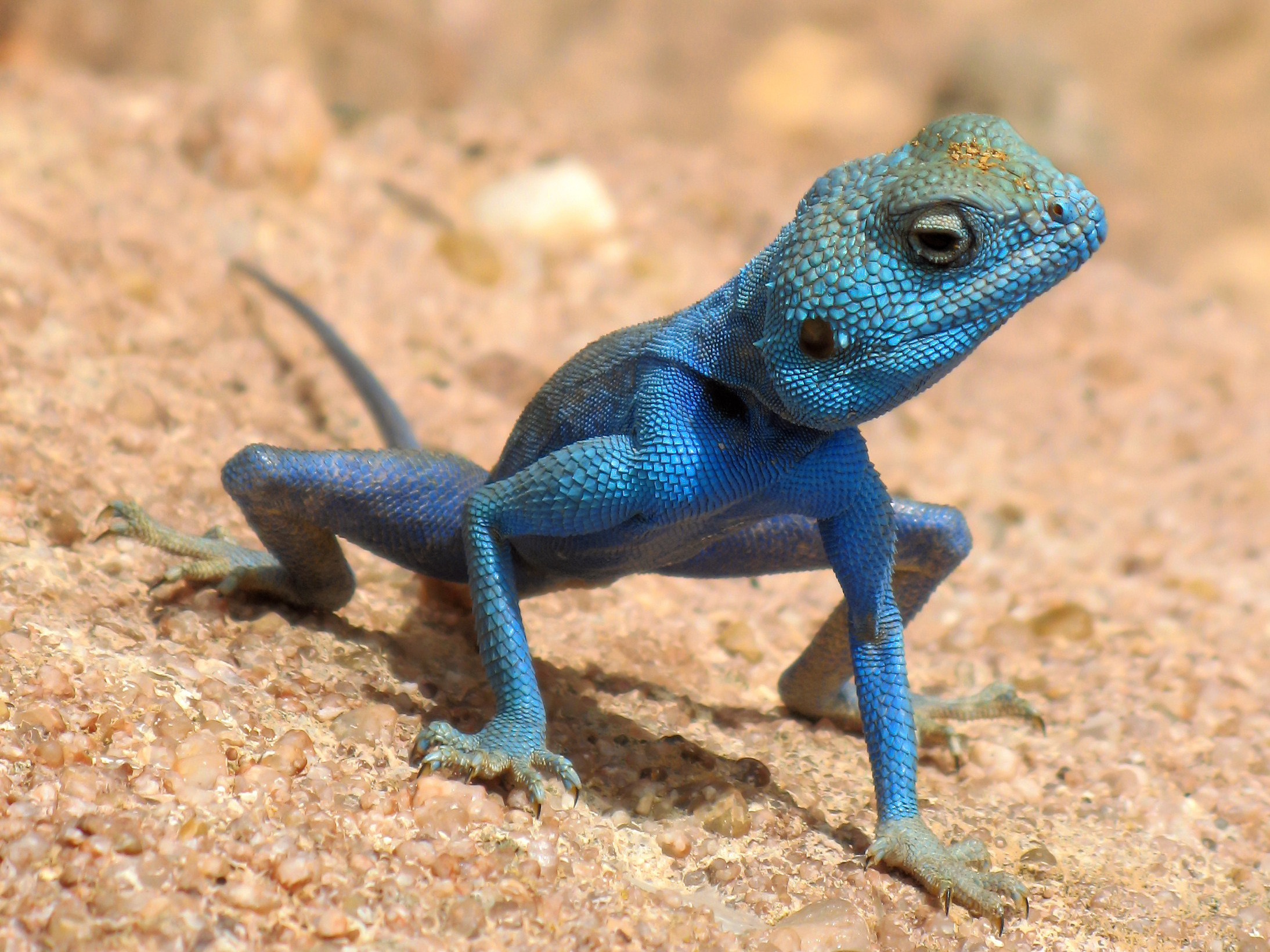
Pseudotrapelus sinaitus

Az agámafélék (Agamidae) a hüllők (Reptilia) osztályába a pikkelyes hüllők (Squamata) rendjébe és a leguánalakúak (Iguania) alrendjébe tartozó család. 2 alcsalád, 52 nem és 385 faj tartozik a családba.

## Származásuk, elterjedésük
Afrikában, Ázsiában és Ausztráliában élnek. Egy fajuk Délkelet-Európába is átjutott.

## Rendszertani felosztásuk
A családt hat alcsaládra bontják.

### Agámaformák
Az agámaformák (Agaminae) alcsaládba 11 nem és 147 faj tartozik:
- Acanthocercus – 13 faj
  - Acanthocercus adramitanus
  - Acanthocercus annectens
  - Acanthocercus atricollis
  - Acanthocercus branchi
  - Acanthocercus cyanocephalus
  - Acanthocercus cyanogaster
  - Acanthocercus gregorii
  - Acanthocercus guentherpetersi
  - Acanthocercus kiwuensis
  - Acanthocercus minutus
  - Acanthocercus phillipsii
  - Acanthocercus ugandaensis
  - Acanthocercus yemensis

- Agama (Daudin, 1802) – 47 faj
  - szúrós agáma (Agama aculeata)
  - nyugat-afrikai szivárványagáma (Agama africana)
  - telepes agáma (Agama agama)
  - Agama anchietae
  - tüskésnyakú agáma (Agama armata)
  - Agama atra
  - Agama bocourti
  - Agama boensis
  - Agama bottegi
  - Agama boueti
  - Agama boulengeri
  - Agama caudospinosa
  - Agama cristata
  - Agama doriae
  - Agama etoshae
  - Agama finchi
  - Agama gracilimembris
  - Agama hartmanni
  - Agama hispida
  - Agama impalearis
  - Agama insularis
  - Agama kaimosae
  - Agama kirkii
  - Agama lanzai
  - Agama lebretoni
  - Agama lionotus
  - Agama lucyae
  - Agama montana
  - Agama mossambica
  - Agama mucosoensis
  - Agama mwanzae
  - Agama parafricana
  - Agama paragama
  - Agama persimilis
  - Agama picticauda
  - Agama planiceps
  - Agama robecchii
  - Agama rueppelli
  - Agama sankaranica
  - kék gyík (Agama sinaita)
  - Agama somalica
  - Agama spinosa
  - Agama sylvana
  - Agama tassiliensis
  - Agama turuensis
  - Agama wagneri
  - Agama weidholzi

- Bufoniceps – 1 faj
  - Rádzsasztáni varangyfejű-gyík (Bufoniceps laungwalaensis)

- Coryphophylax – 1 faj
  - Coryphophylax subcristatus

- Laudakia – 11 faj
  - Laudakia agorensis
  - Laudakia dayana
  - Laudakia kirmanensis
  - Laudakia melanura
  - Laudakia nupta
  - Laudakia nuristanica
  - Laudakia pakistanica
  - Laudakia papenfussi
  - Laudakia sacra
  - Laudakia tuberculata
  - Laudakia wui

- Paralaudakia – 8 faj
- Paralaudakia badakhshana
- Paralaudakia bochariensis
- kaukázusi agáma (Paralaudakia caucasia)
- Paralaudakia erythrogaster
- himalájai agáma (Paralaudakia himalayana)
- turkesztáni agáma (Paralaudakia lehmanni)
- Paralaudakia microlepis
- mongol agáma (Paralaudakia stoliczkana)

- Phrynocephalus (Kaup, 1825) – 44 faj
  - Phrynocephalus affinis
  - Phrynocephalus albolineatus
  - Phrynocephalus alticola
  - Arab varangyfejű-agáma (Phrynocephalus arabicus)
  - Phrynocephalus arcellazzii
  - Phrynocephalus axillaris
  - Phrynocephalus birulai
  - Phrynocephalus clarkorum
  - Phrynocephalus elegans
  - Phrynocephalus euptilopus
  - Phrynocephalus forsythii
  - Phrynocephalus frontalis
  - Phrynocephalus geckoides
  - Phrynocephalus golubewii
  - Phrynocephalus guttatus
  - Phrynocephalus helioscopus
  - Phrynocephalus hongyanensis
  - Phrynocephalus interscapularis
  - Phrynocephalus lidskii
  - Phrynocephalus luteoguttatus
  - Phrynocephalus maculatus
  - Phrynocephalus melanurus
  - Phrynocephalus moltschwanowi
  - szakállas varangyfejűgyík (Phrynocephalus mystaceus)
  - Phrynocephalus nasatus
  - Phrynocephalus ornatus
  - Phrynocephalus parvulus
  - Phrynocephalus parvus
  - Phrynocephalus persicus
  - Phrynocephalus przewalskii
  - Phrynocephalus pylzowi
  - Phrynocephalus raddei
  - Phrynocephalus reticulatus
  - Phrynocephalus roborowskii
  - Phrynocephalus rossikowi
  - Phrynocephalus salenskyi
  - Phrynocephalus scutellatus
  - Phrynocephalus sogdianus
  - Phrynocephalus steindachneri
  - Phrynocephalus strauchi
  - Phrynocephalus theobaldi
  - Phrynocephalus veriscolor
  - Phrynocephalus vlangalii
  - Phrynocephalus zetangensis

- Pseudotrapelus – 6 faj
  - Pseudotrapelus aqabensis
  - Pseudotrapelus chlodnickii
  - Pseudotrapelus dhofarensis
  - Pseudotrapelus jensvindumi
  - Pseudotrapelus neumanni
  - Pseudotrapelus sinaitus

- Stellagama – 1 faj
  - hardun agáma vagy vörös hardun agáma (Stellagama stellio)

- Trapelus – 13 faj
  - Trapelus agilis
  - Trapelus agnetae
  - Trapelus boehmi
  - Trapelus flavimaculatus
  - Trapelus jayakari
  - Trapelus megalonyx
  - Trapelus mutabilis
  - Trapelus rubrigularis
  - Trapelus ruderatus
  - Trapelus sanguinolentus
  - Trapelus savignii
  - Trapelus schmitzi
  - Trapelus tournevillei

- Xenagama – 2 faj
  - Xenagama batillifera
  - pajzsfarkú agáma (Xenagama taylori)

### Amphibolurinae

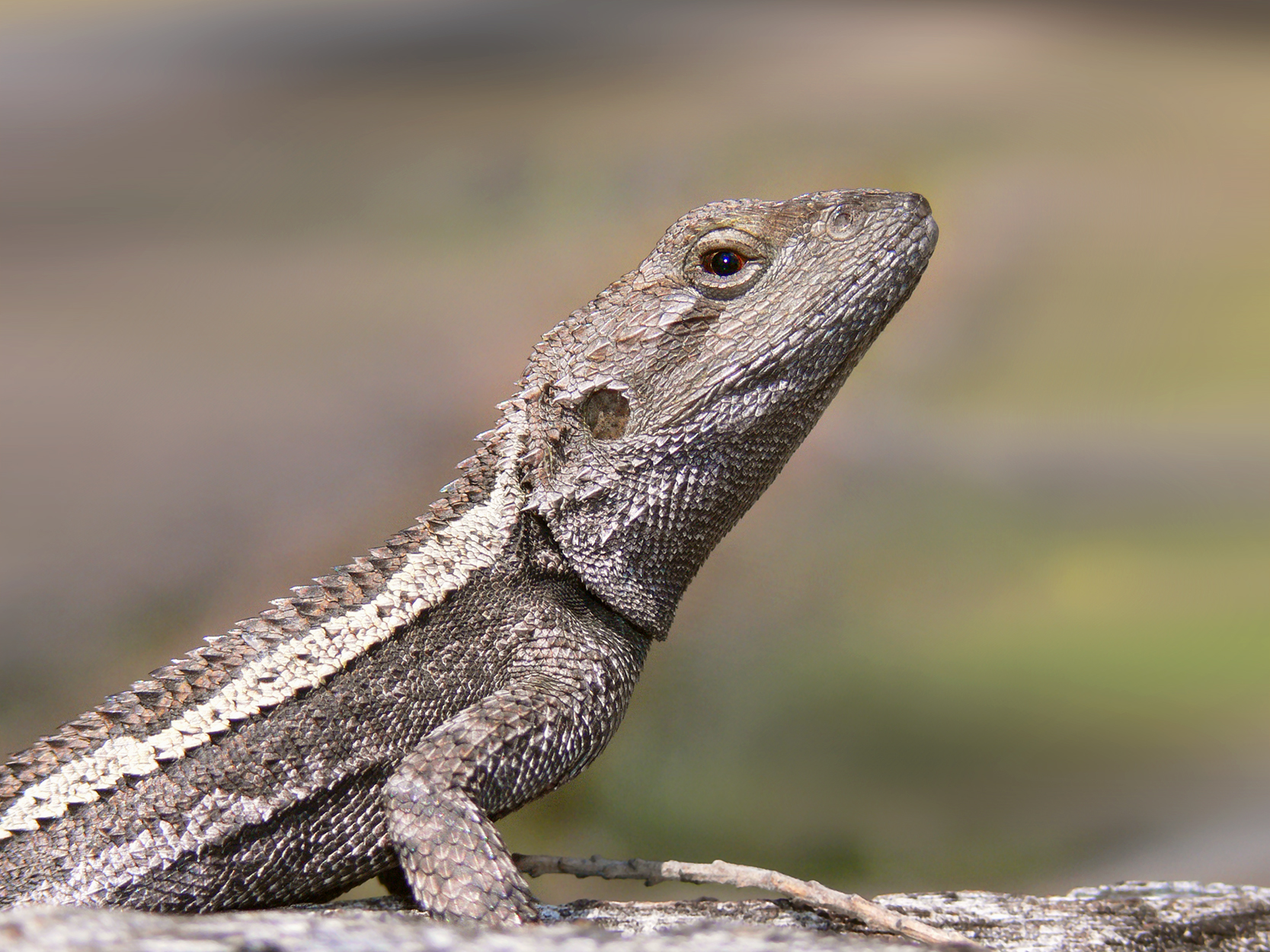
Amphibolurus muricatus

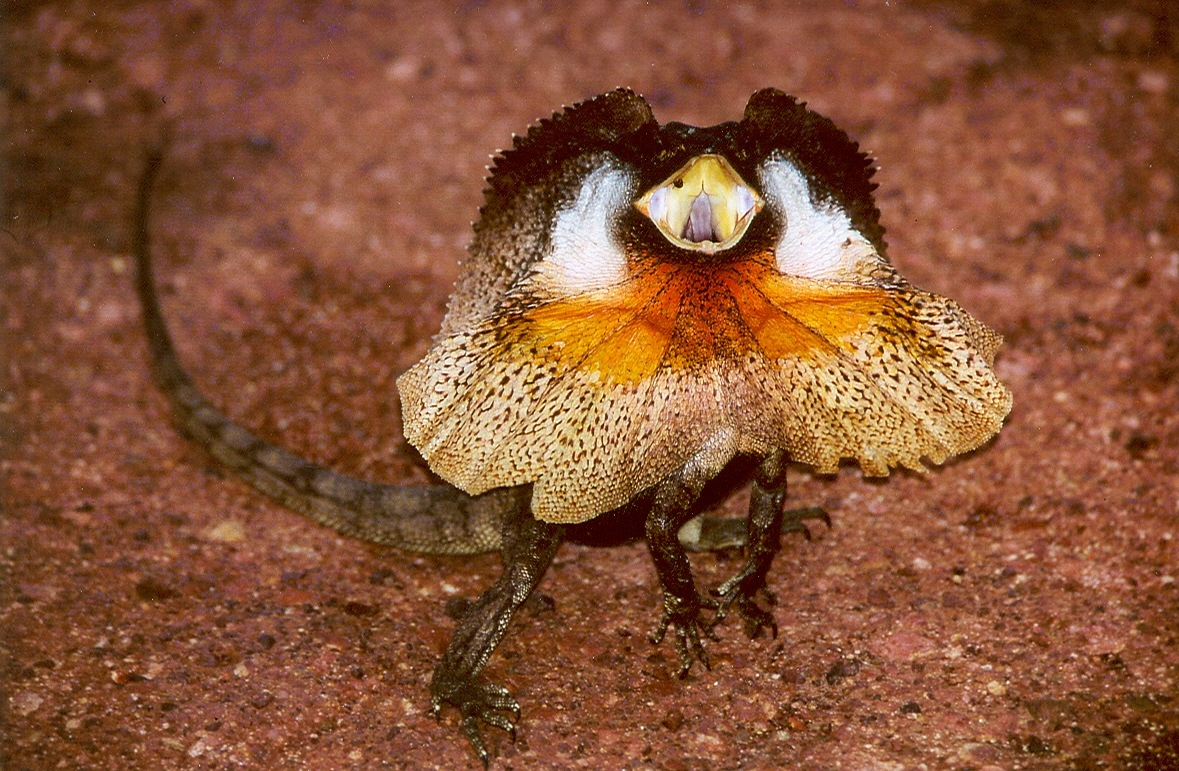
Galléros agáma (Chlamydosaurus kingii)

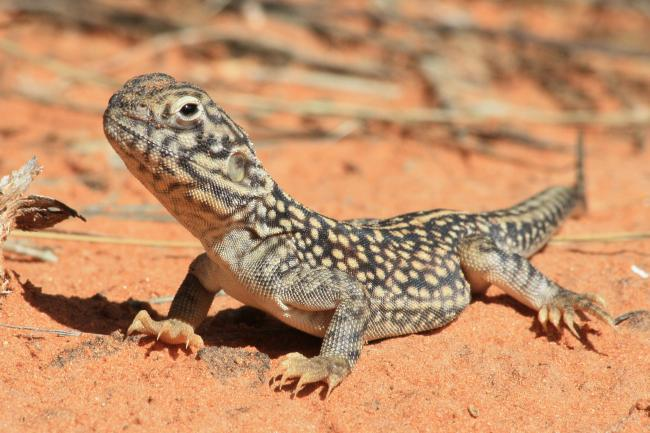
petyes sárkányagáma (Ctenophorus nuchalis)

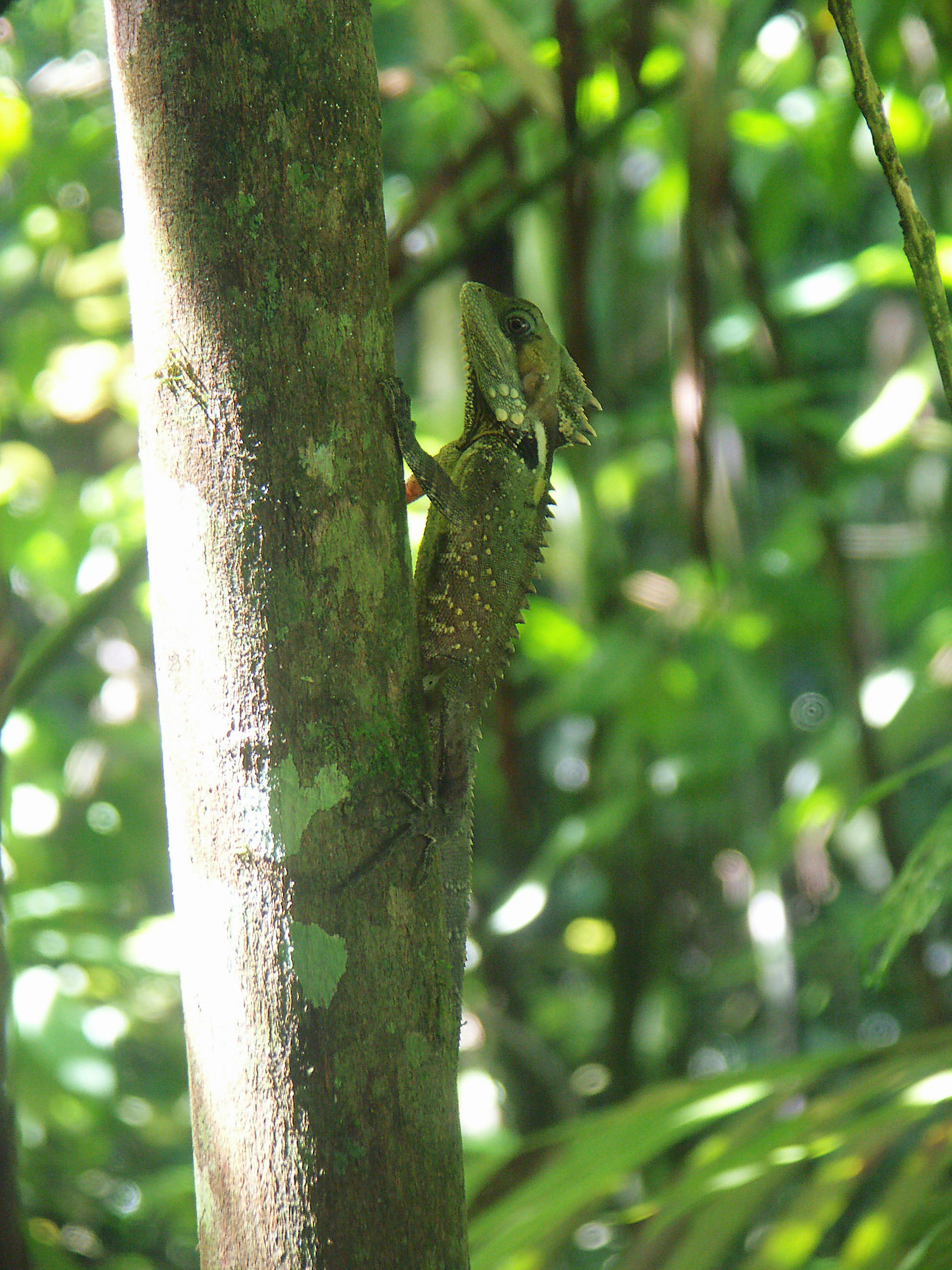
Erdei sárkányagáma (Lophosaurus boydii)

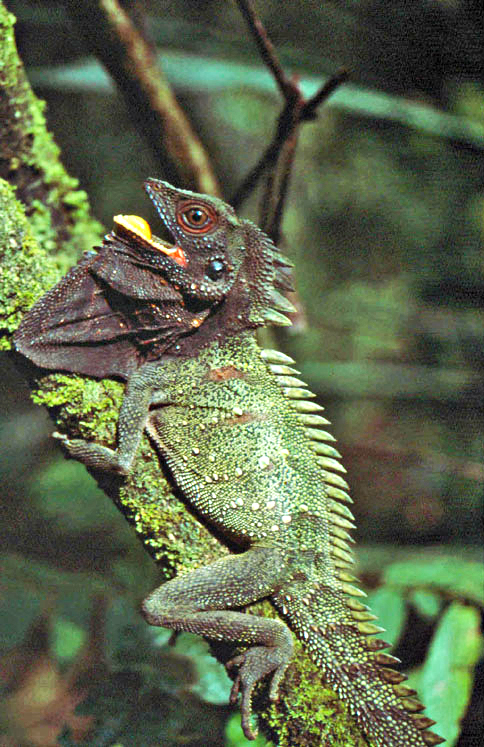
indonéz sárkányagáma (Lophosaurus dilophus)

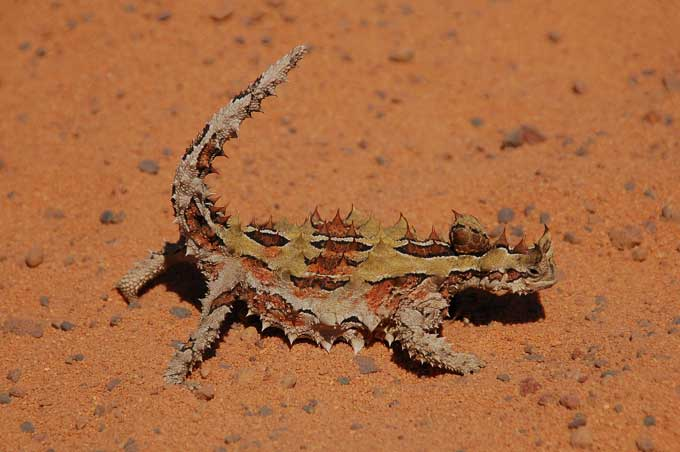
Tüskés gyík (Moloch horridus)

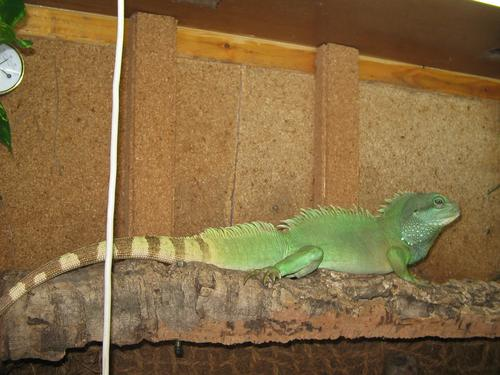
Vízi agáma (Physignathus cocincinus)

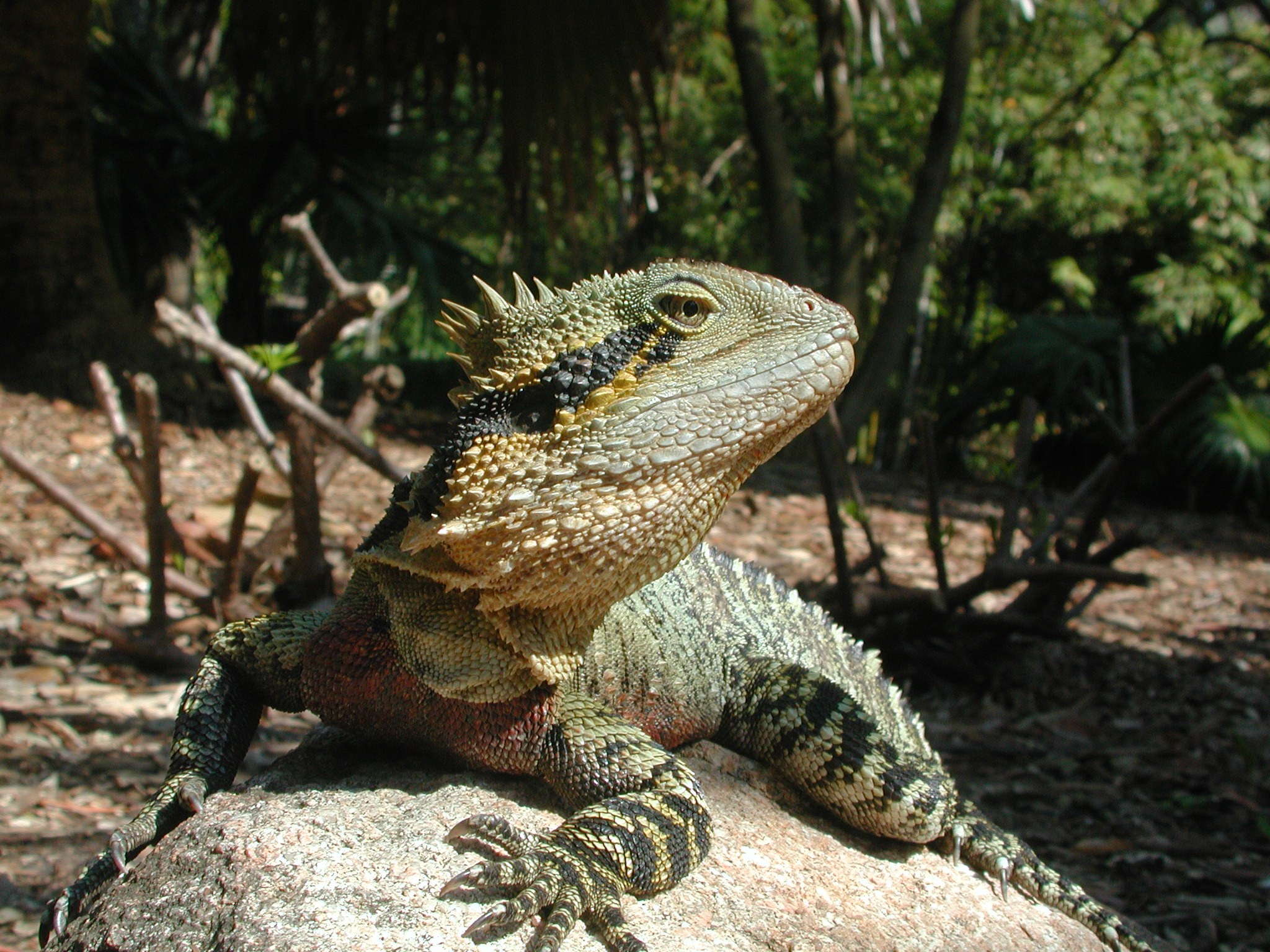
Barna víziagáma (Physignathus lesueurii)

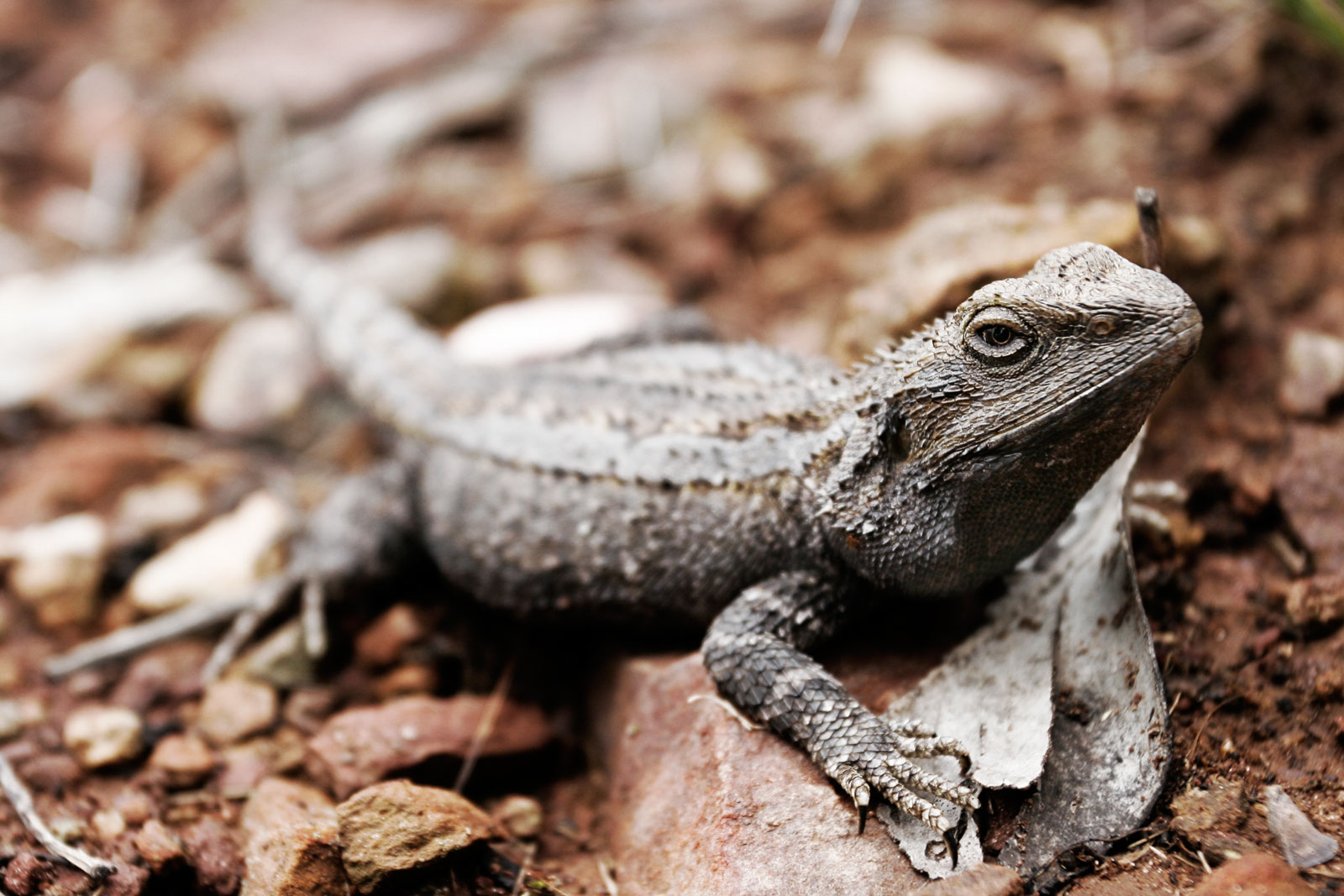
Keleti szakállasagáma (Pogona barbata)

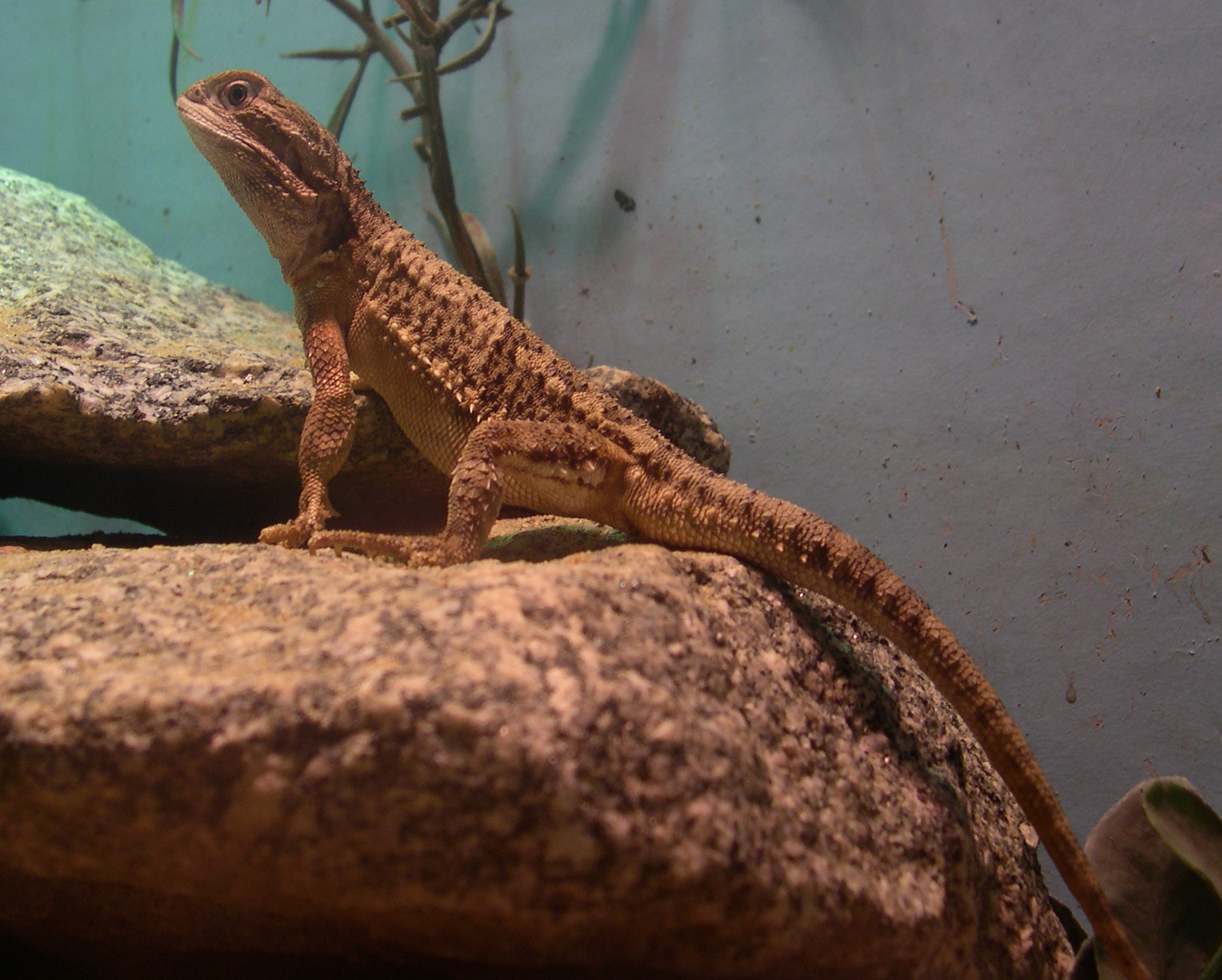
Henry Lawson szakállasagámája (Pogona henrylawsoni)

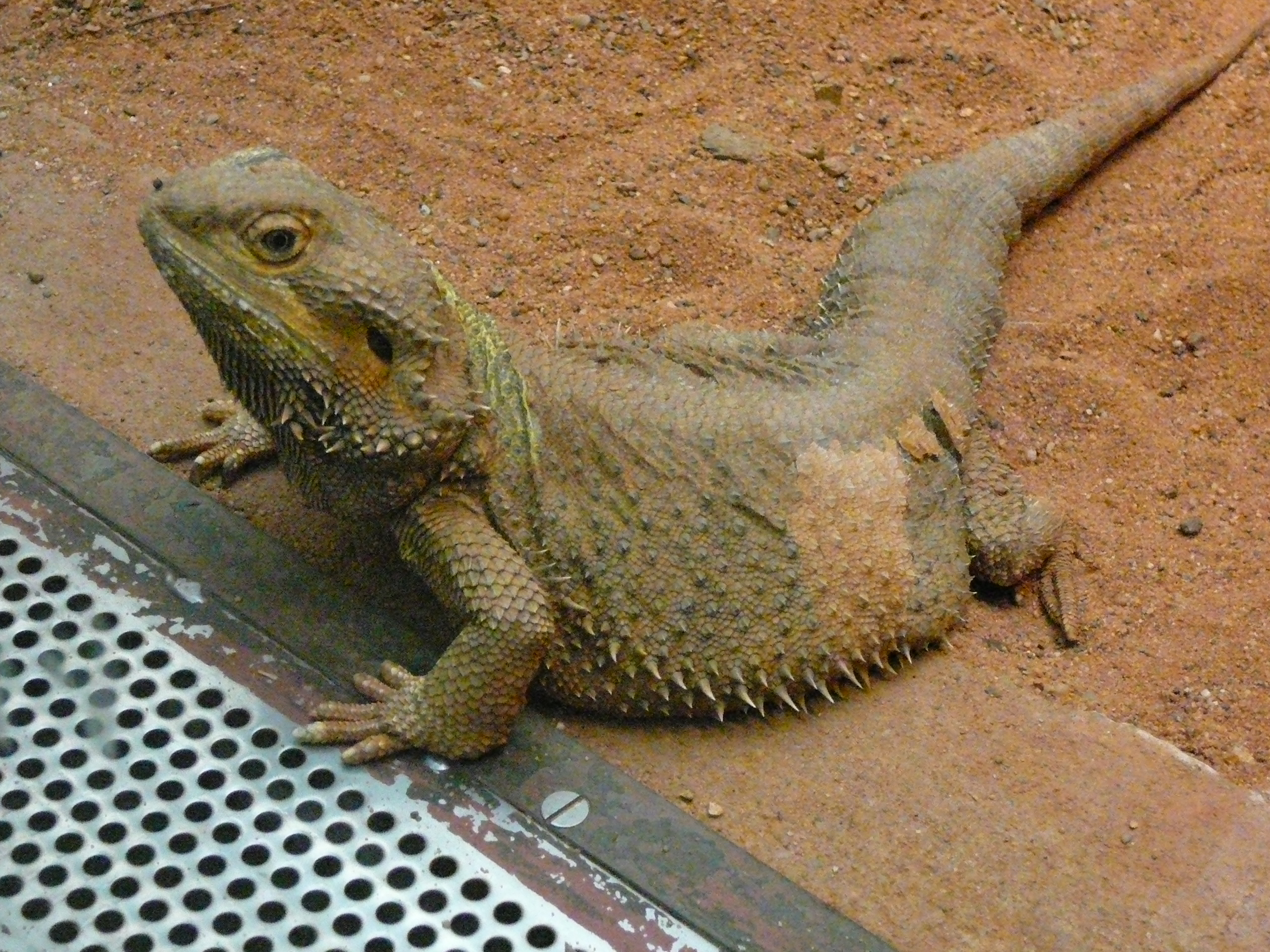
Szakállasagáma (Pogona vitticeps)

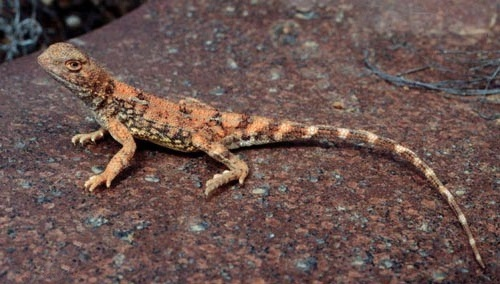
Tympanocryptis tetraporophora

Ezen alcsalád tagjai Ausztrália és Új-Guinea területén élnek az ázsiai víziagáma kivételével, mely Délkelet-Ázsiában honos.
- Fületlen sárkányok (Amphibolurus) Wagler, 1830 – 4 faj
  - Amphibolurus burnsi
  - Amphibolurus centralis
  - Amphibolurus muricatus
  - Amphibolurus norrisi

- Caimanops – 1 faj
  - Caimanops amphiboluroides

- Chelosania – 1 faj
  - Chelosania brunnea

- Chlamydosaurus (Gray, 1827) – 1 faj
  - galléros gyík (Chlamydosaurus kingii)

- Cryptagama – 1 faj
  - Cryptagama aurita

- Ctenophorus – 29 faj
  - Ctenophorus adelaidensis
  - Ctenophorus butleri
  - Ctenophorus caudicinctus
  - Ctenophorus chapmani 
  - Ctenophorus clayi
  - Ctenophorus cristatus
  - Ctenophorus decresii
  - Ctenophorus femoralis
  - Ctenophorus fionni
  - Ctenophorus fordi
  - Ctenophorus gibba
  - Ctenophorus isolepis
  - Ctenophorus maculatus
  - Ctenophorus maculosus
  - Ctenophorus mckenziei
  - Ctenophorus mirrityana
  - Ctenophorus nguyarna
  - petyes sárkányagáma (Ctenophorus nuchalis)
  - ékes sárkányagáma (Ctenophorus ornatus)
  - Ctenophorus parviceps
  - Ctenophorus pictus
  - Ctenophorus reticulatus
  - Ctenophorus rubens
  - Ctenophorus rufescens
  - Ctenophorus salinarum
  - Ctenophorus scutulatus
  - Ctenophorus tjantjalka
  - Ctenophorus vadnappa
  - Ctenophorus yinnietharra

- Diporiphora – 22 faj
  - Diporiphora adductus
  - Diporiphora albilabris
  - Diporiphora ameliae
  - Diporiphora amphiboluroides
  - Diporiphora arnhemica
  - Diporiphora australis
  - Diporiphora bennettii
  - Diporiphora bilineata
  - Diporiphora convergens
  - Diporiphora lalliae
  - Diporiphora linga
  - Diporiphora magna
  - Diporiphora margaretae
  - Diporiphora nobbi
  - Diporiphora paraconvergens
  - Diporiphora phaeospinosa
  - Diporiphora pindan
  - Diporiphora reginae
  - Diporiphora superba
  - Diporiphora valens
  - Diporiphora vescus
  - Diporiphora winneckei

- Gowidon – 2 faj
  - Gowidon longirostris
  - Gowidon temporalis

- Hypsilurus (Peters, 1867) – 17 faj
  - Hypsilurus auritus
  - Hypsilurus binotatus
  - Hypsilurus bruijnii 
  - Hypsilurus capreolatus 
  - Hypsilurus geelvinkianus
  - Hypsilurus godeffroyi
  - Hypsilurus hikidanus
  - Hypsilurus longi
  - Hypsilurus macrolepis
  - Hypsilurus magnus
  - Hypsilurus modestus
  - Hypsilurus nigrigularis
  - Hypsilurus ornatus
  - Hypsilurus papuensis
  - Hypsilurus schoedei
  - Hypsilurus schultzewestrumi
  - Hypsilurus tenuicephalus

- Lophognathus – 5 faj
  - Lophognathus burnsi
  - Lophognathus gilberti
  - Lophognathus longirostris
  - Lophognathus maculilabris
  - Lophognathus temporalis

- Lophosaurus – 3 faj
  - erdei sárkányagáma (Lophosaurus boydii), régebben (Hypsilurus boydii)
  - indonéz sárkányagáma (Lophosaurus dilophus), régebben (Hypsilurus dilophus)
  - tüskéslábú sárkányagáma (Lophosaurus spinipes), régebben (Hypsilurus spinipes)

- Moloch (Gray, 1841) – 1 faj
  - tüskés ördög (Moloch horridus)

- Intellagama – 1 faj 
  - barna víziagáma (Intellagama lesueurii) korábban (Physignathus lesueurii)

- Physignathus (Cuvier, 1829) – 1 faj
  - ázsiai víziagáma (Physignathus cocincinus)

- Szakállasagáma (Pogona) – 8 faj
  - keleti szakállasagáma (Pogona barbata)
  - Henry Lawson szakállasagámája (Pogona henrylawsoni)
  - északi szakállasagáma (Pogona microlepidota)
  - wallabi-szigeti szakállasagáma (Pogona minima)
  - törpe szakállasagáma (Pogona minor)
  - Mitchell szakállasagámája (Pogona mitchelli)
  - déli szakállasagáma (Pogona nullarbor)
  - belföldi szakállasagáma (Pogona vitticeps) vagy (Amphibolurus vitticeps)

- Rankinia – 3 faj
  - Rankinia adelaidensis
  - Rankinia diemensis
  - Rankinia parviceps

- Mezei fülatlen sárkány (Tympanocryptis) – 15 faj
  - Tympanocryptis centralis
  - Tympanocryptis cephalus
  - Tympanocryptis condaminensis
  - Tympanocryptis diabolicus
  - Tympanocryptis fortescuensis
  - Tympanocryptis gigas
  - Tympanocryptis houstoni
  - Tympanocryptis intima
  - Tympanocryptis lineata
  - Tympanocryptis pentalineata
  - victoriai mezei fületlen sárkány (Tympanocryptis pinguicolla) — Az 1970-es évektől 2023-ig kihaltnak tekintették, ekkor azonban sikerült élő példámyokra bukkanni[2]
  - Tympanocryptis pseudopsephos
  - Tympanocryptis tetraporophora
  - Tympanocryptis uniformis
  - Tympanocryptis wilsoni

### Draconinae

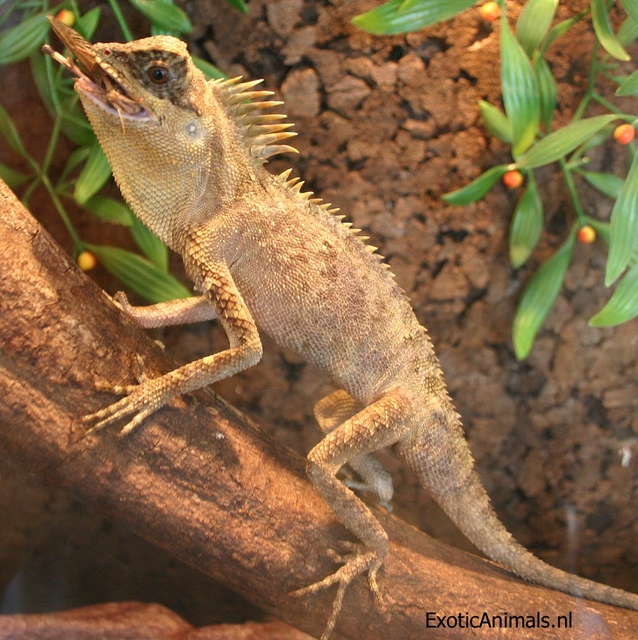
Acanthosaura armata

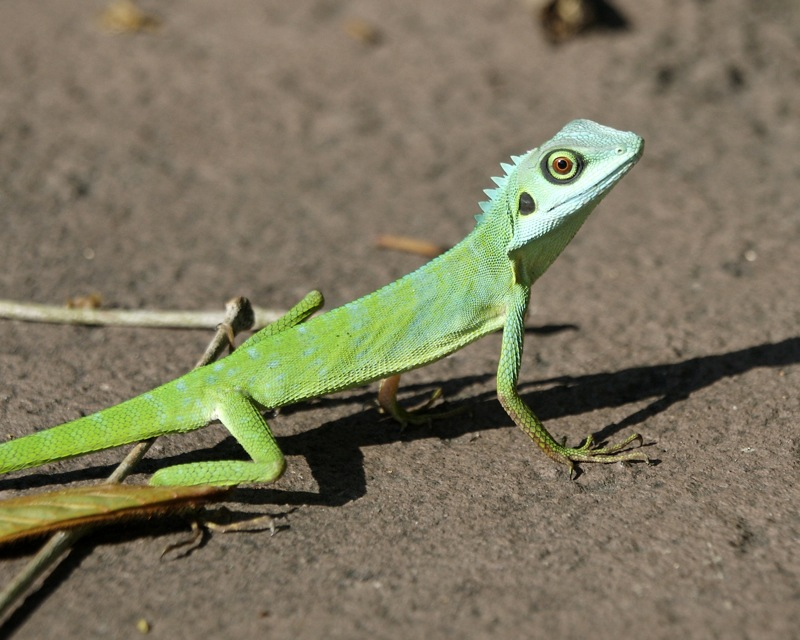
Bronchocela cristatella

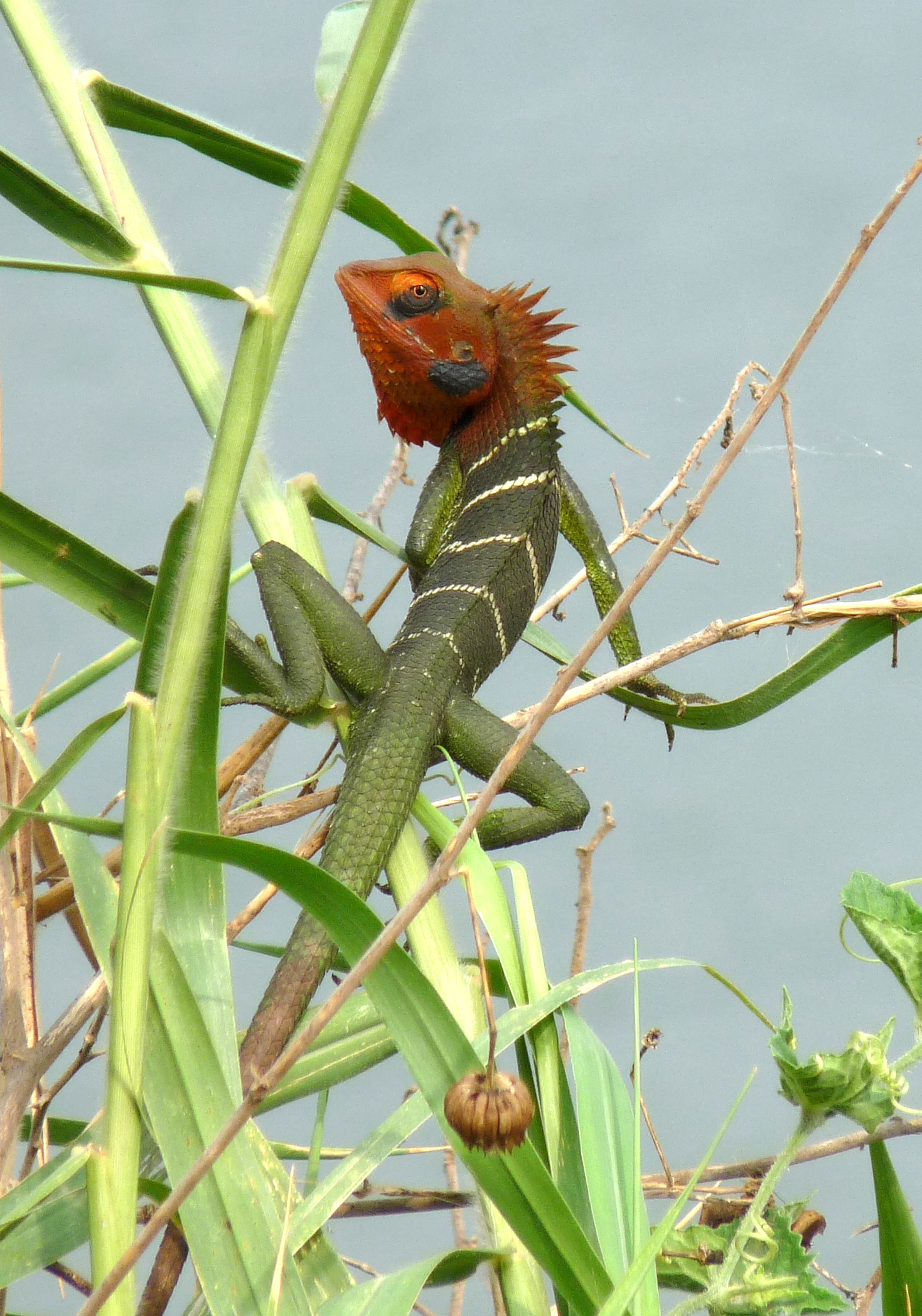
tüskéshátú agáma (Calotes calotes)

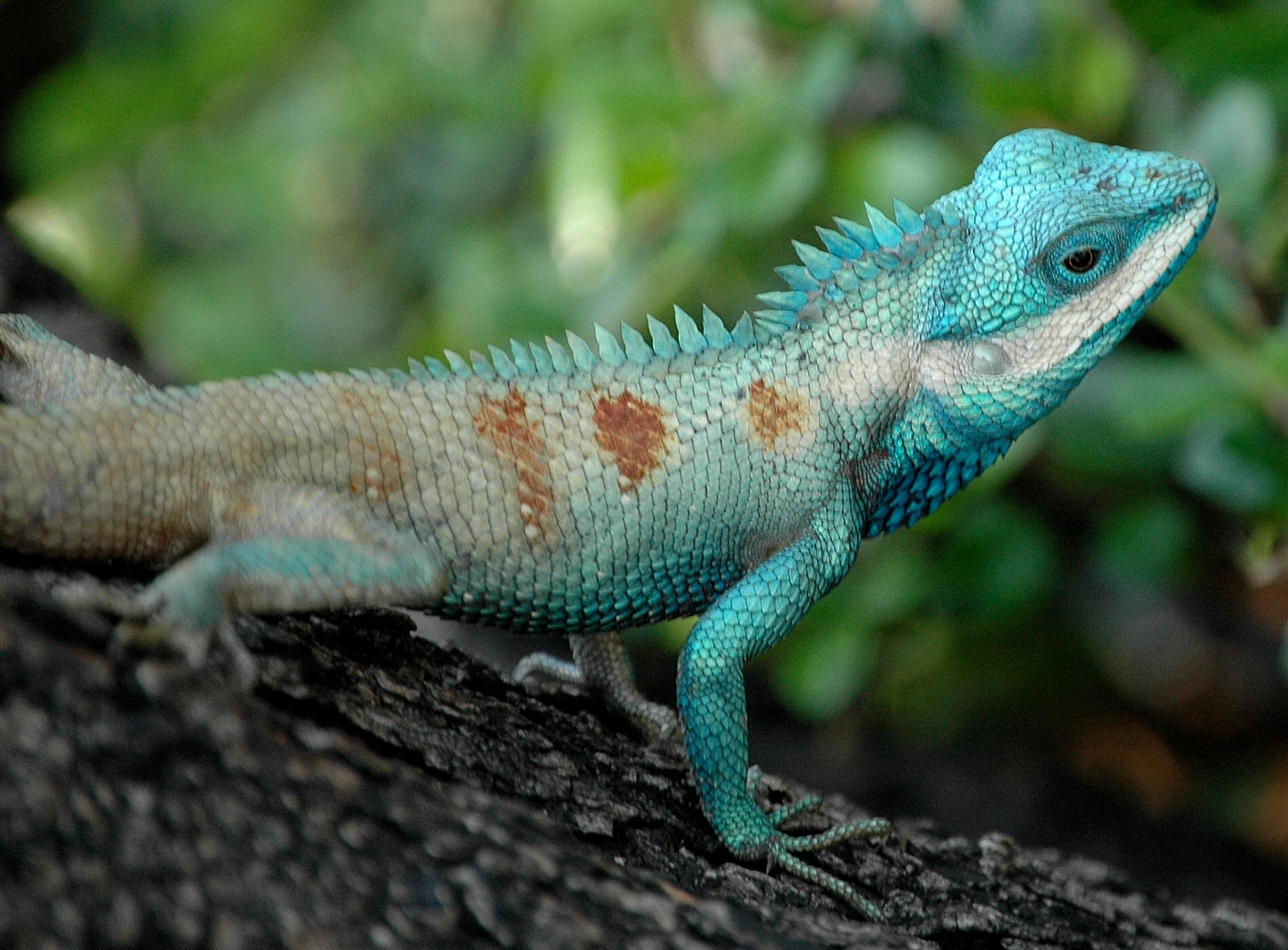
Calotes mystaceus

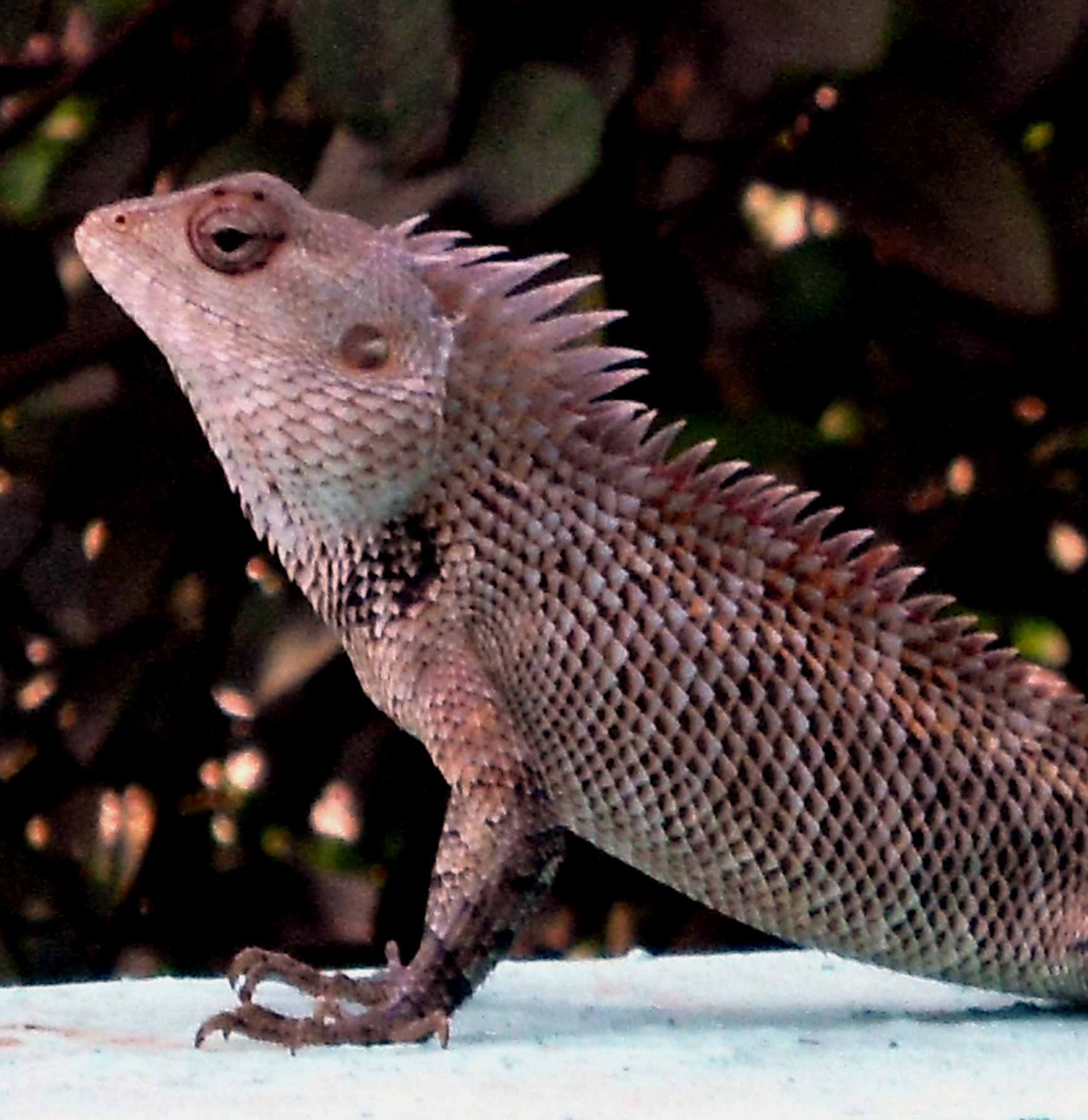
Változó díszesagáma (Calotes versicolor)

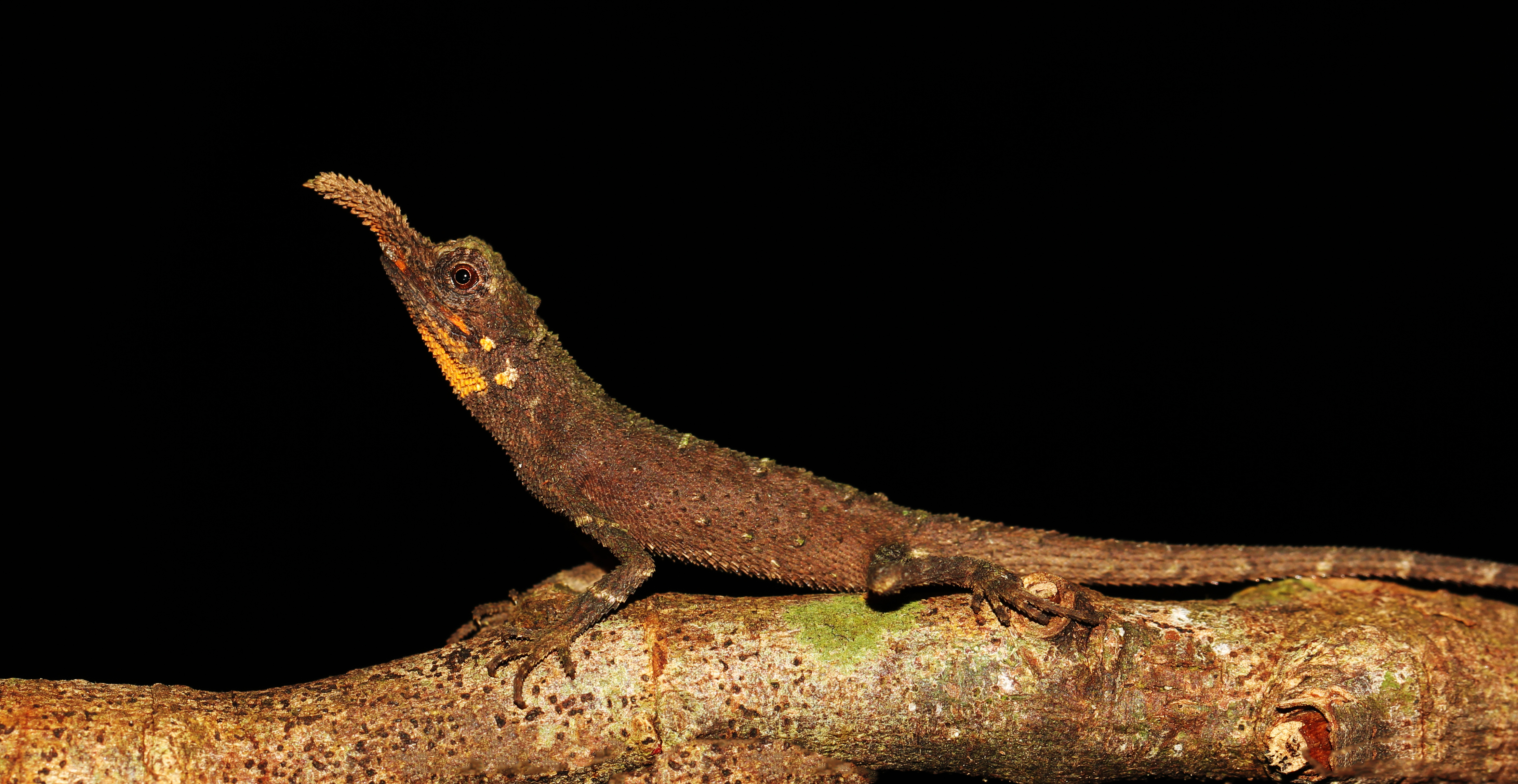
Ceratophora aspera

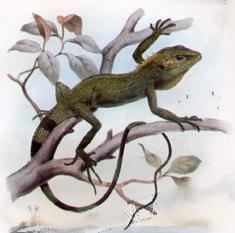
Diploderma polygonatum

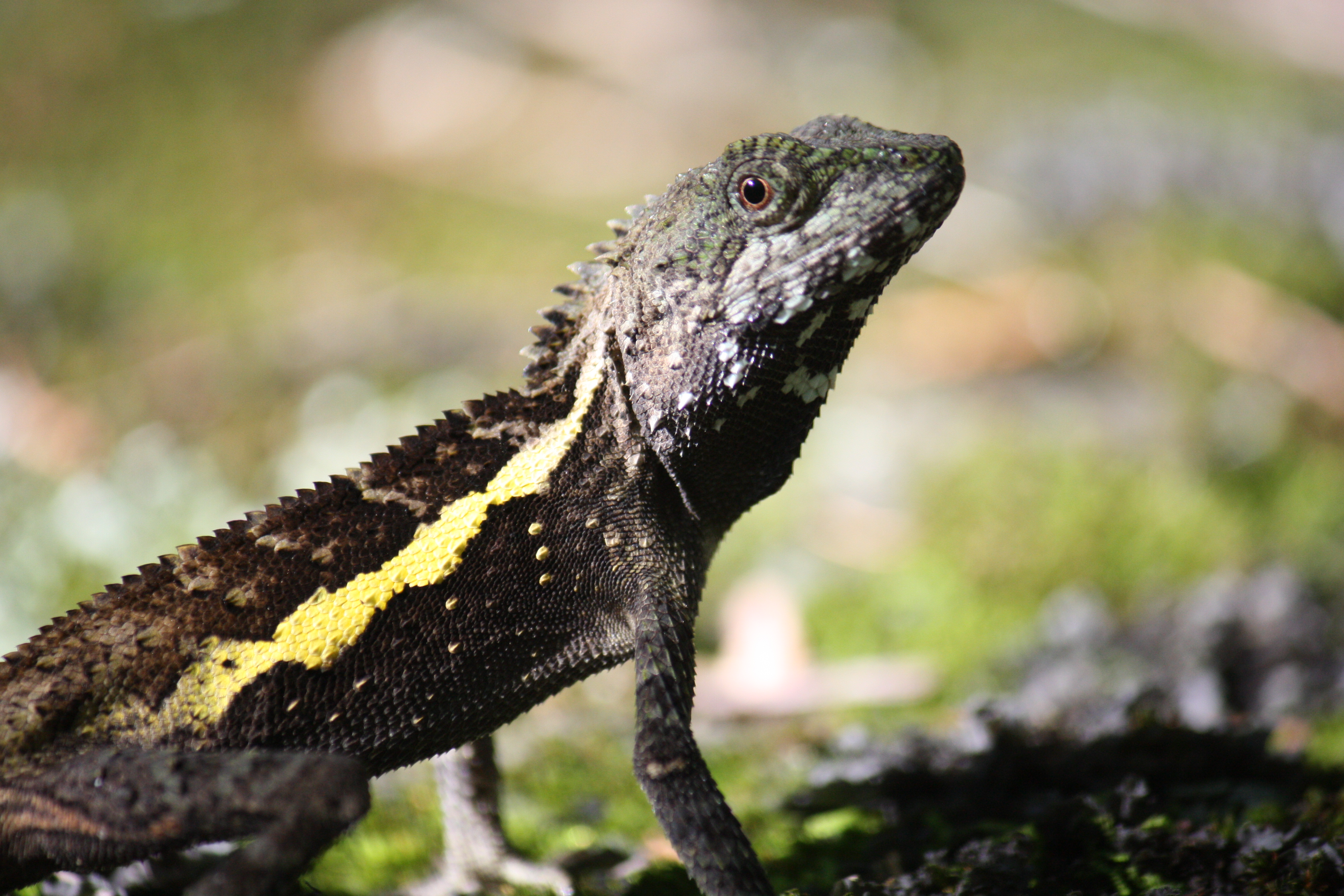
Diploderma swinhonis

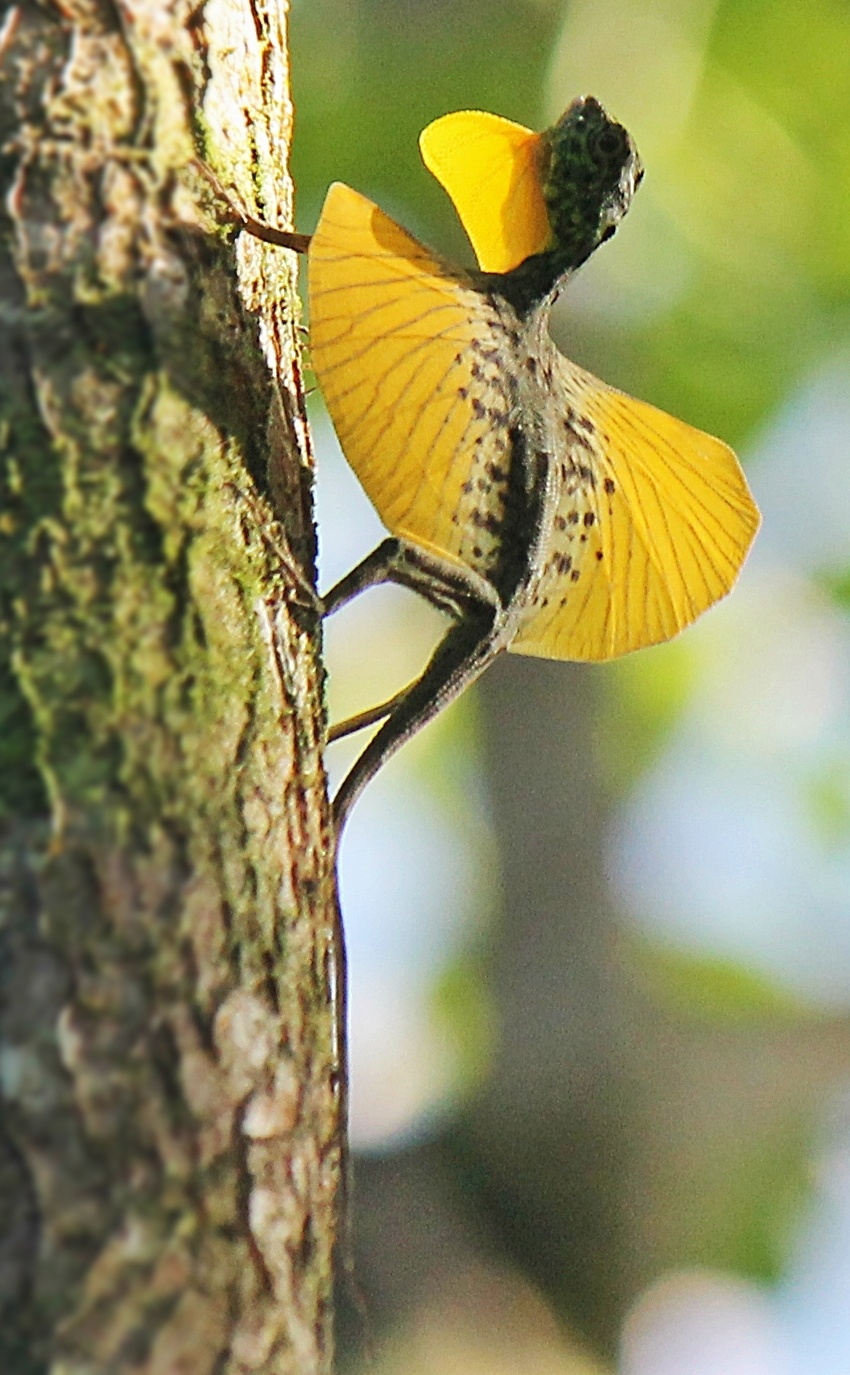
Draco spilonotus

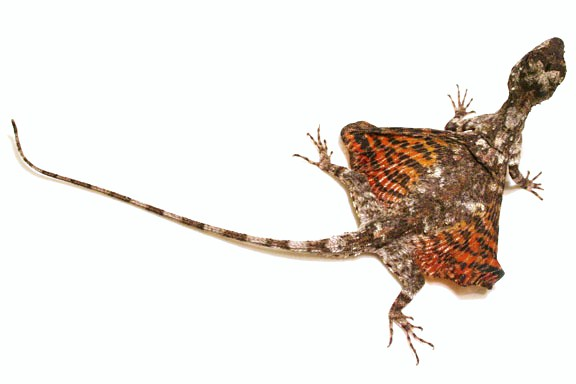
Repülő sárkány (Draco volans)

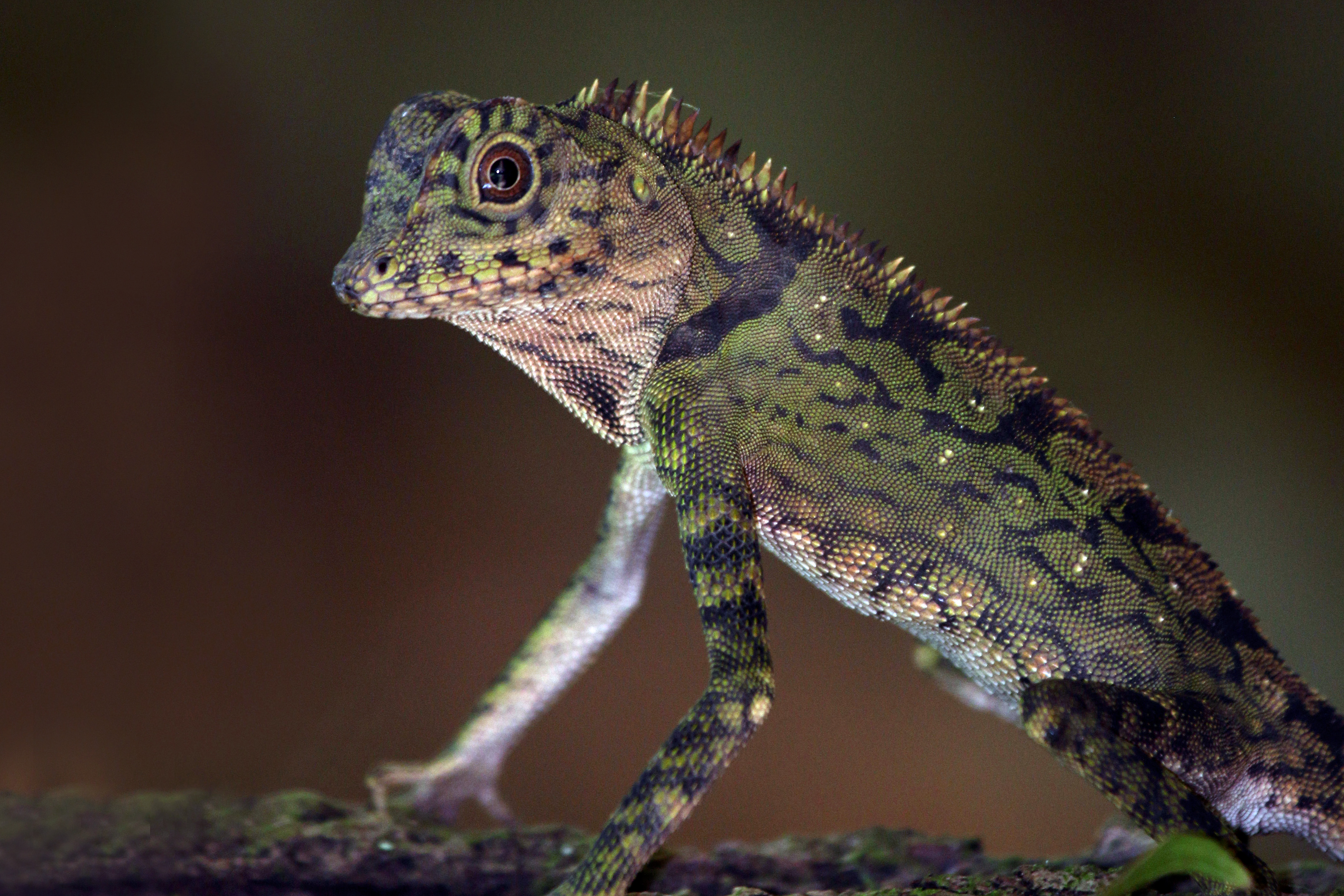
Gonocephalus bornensis

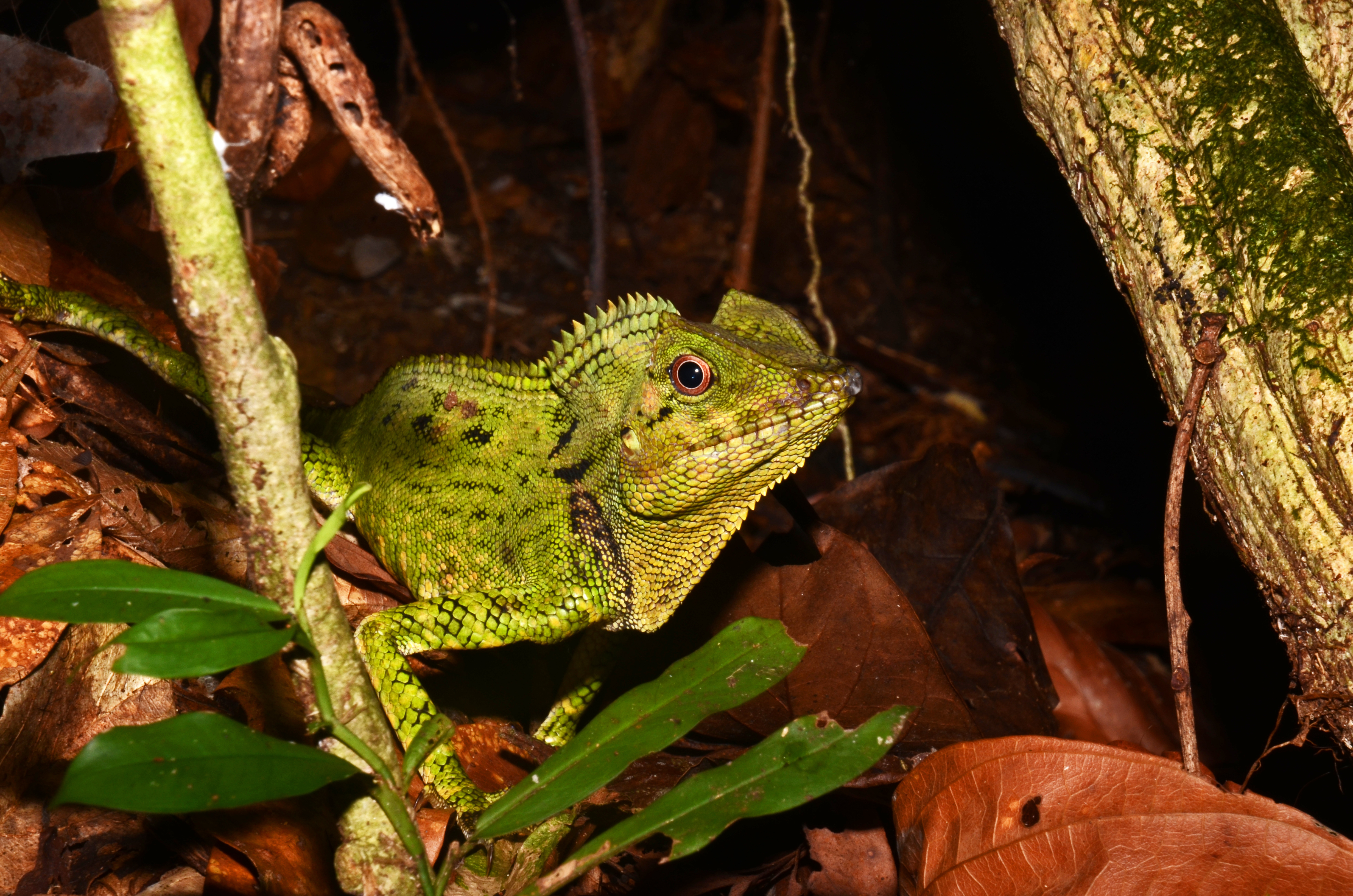
Gonocephalus doriae

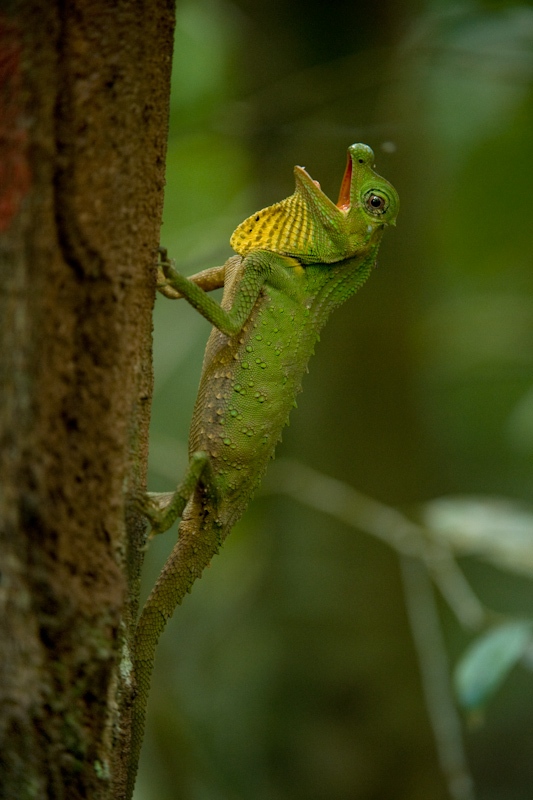
lírafejű agáma (Lyriocephalus scutatus)

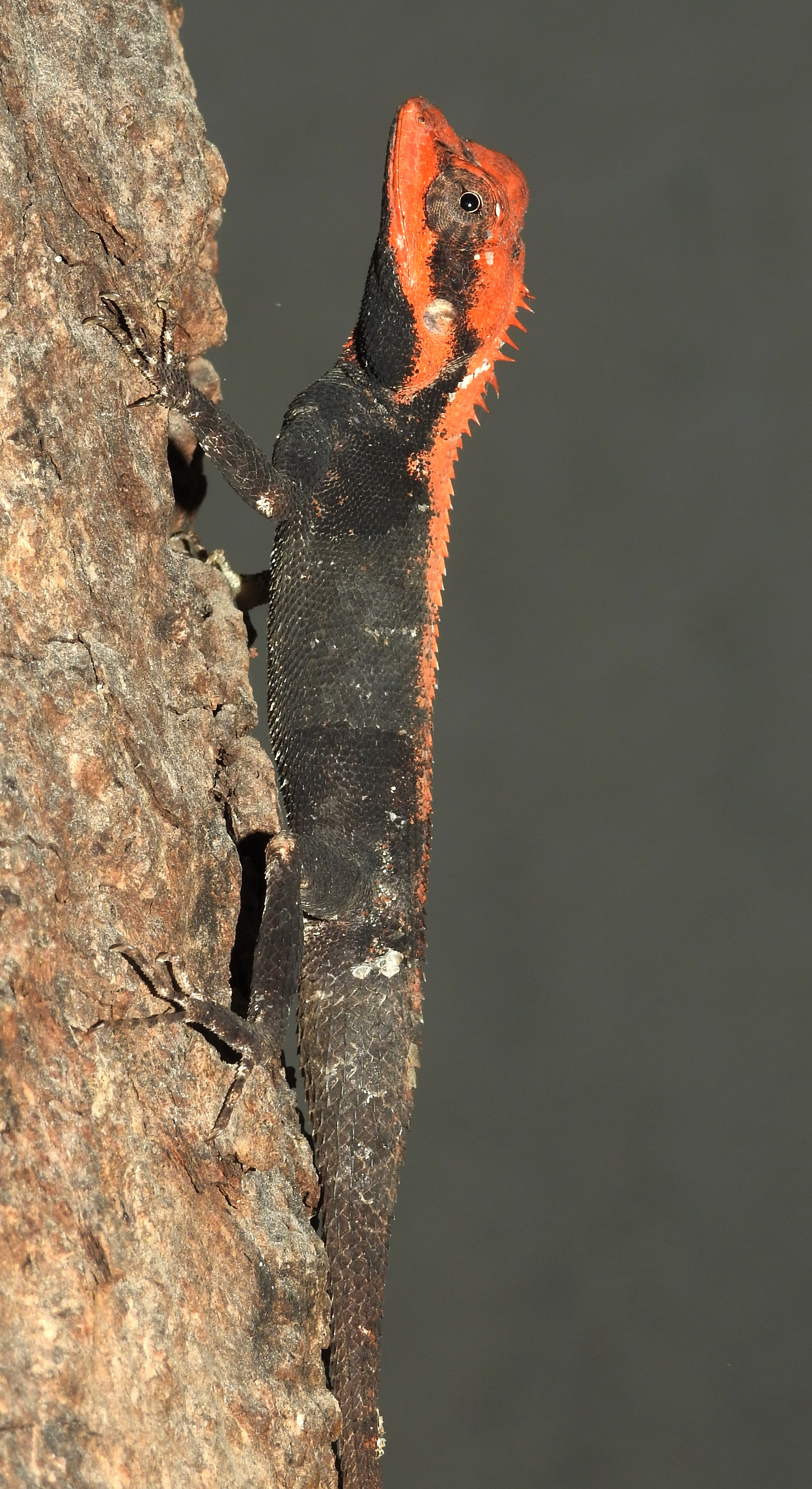
Monilesaurus rouxii

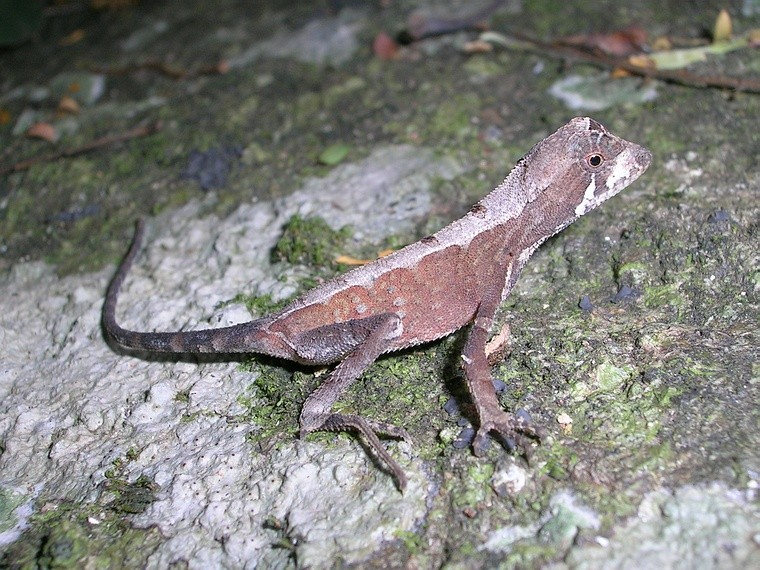
Otocryptis beddomii

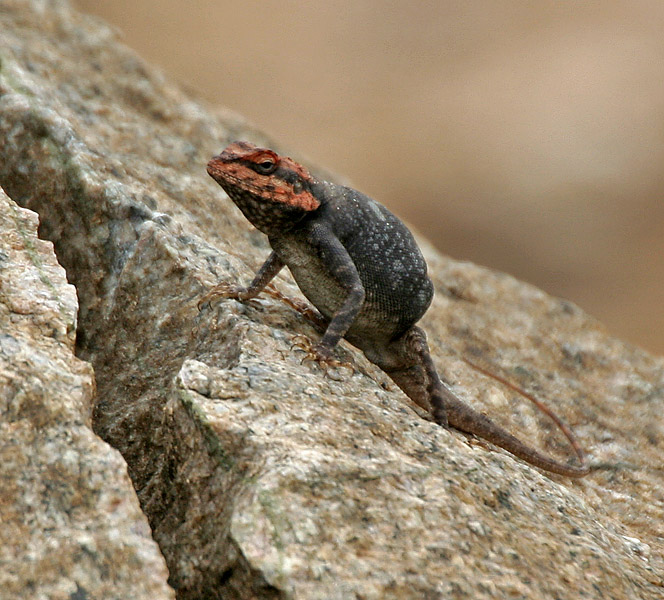
(Psammophilus blanfordanus)

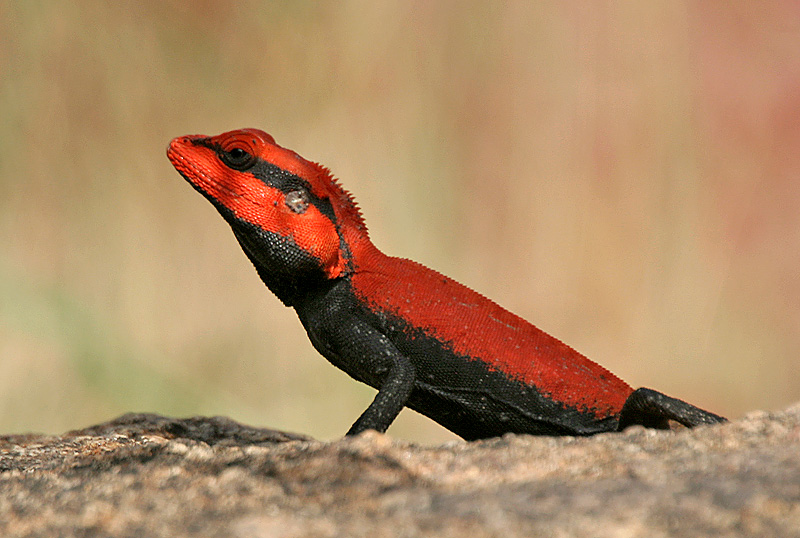
Psammophilus dorsalis

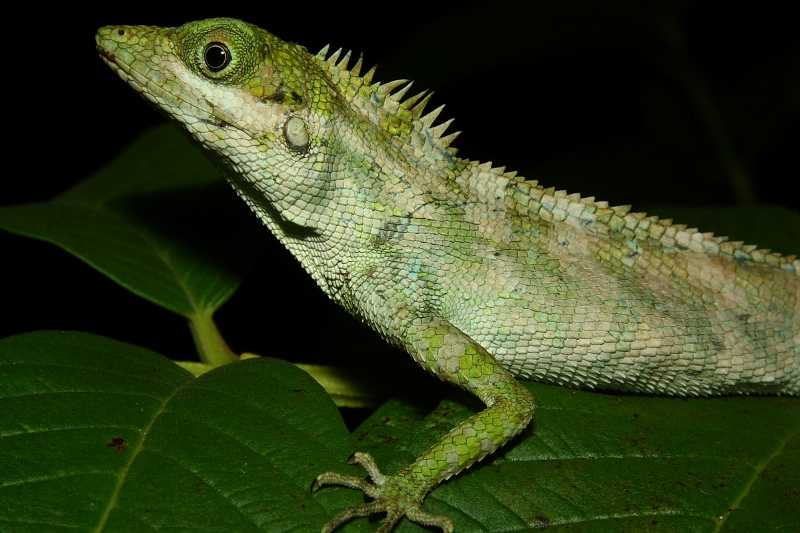
Pseudocalotes andamanensis

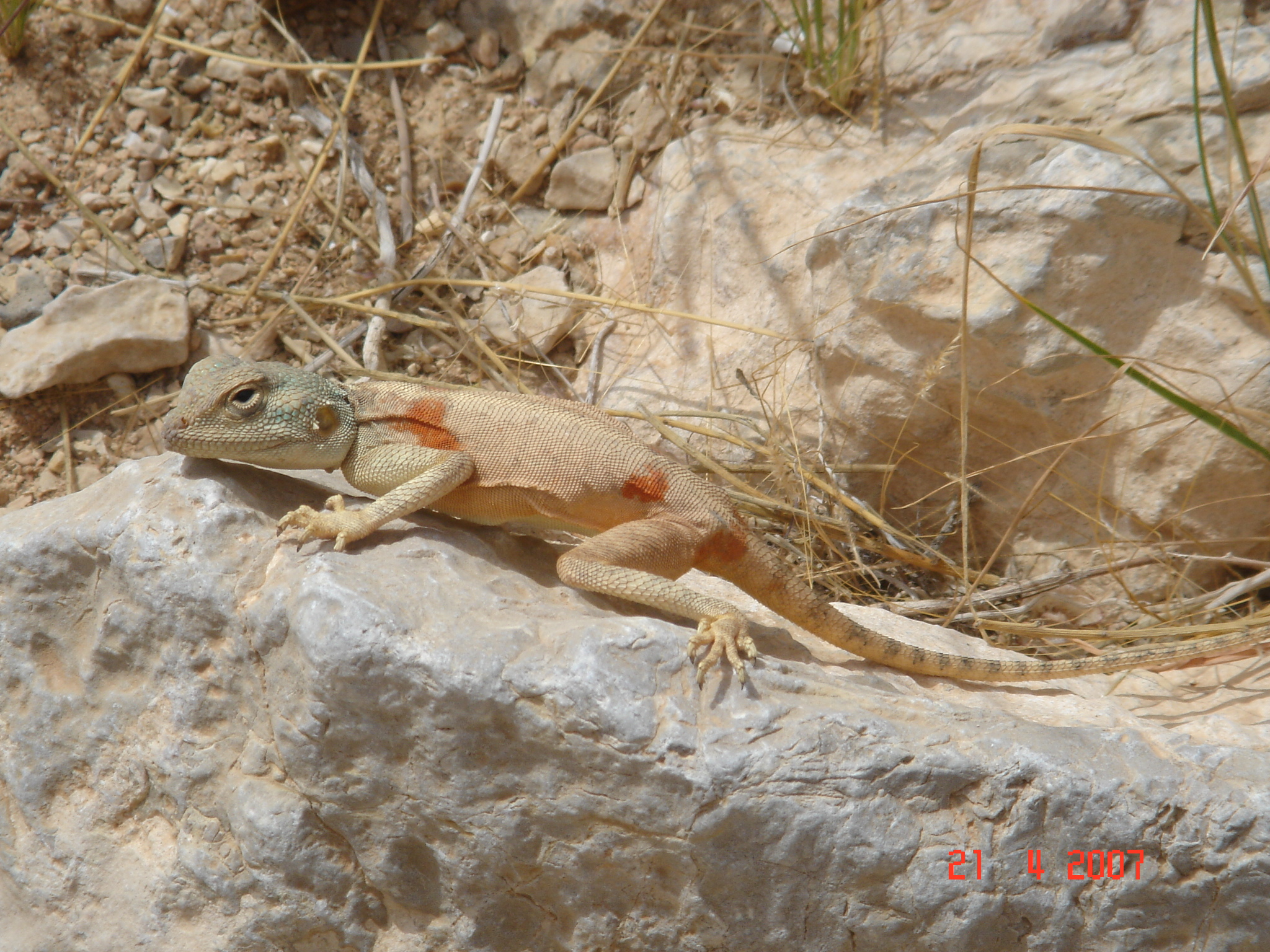
Pseudotrapelus sinaitus

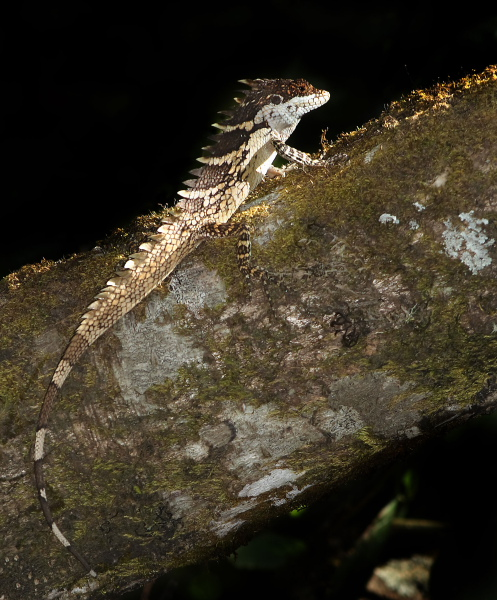
Salea anamallayana

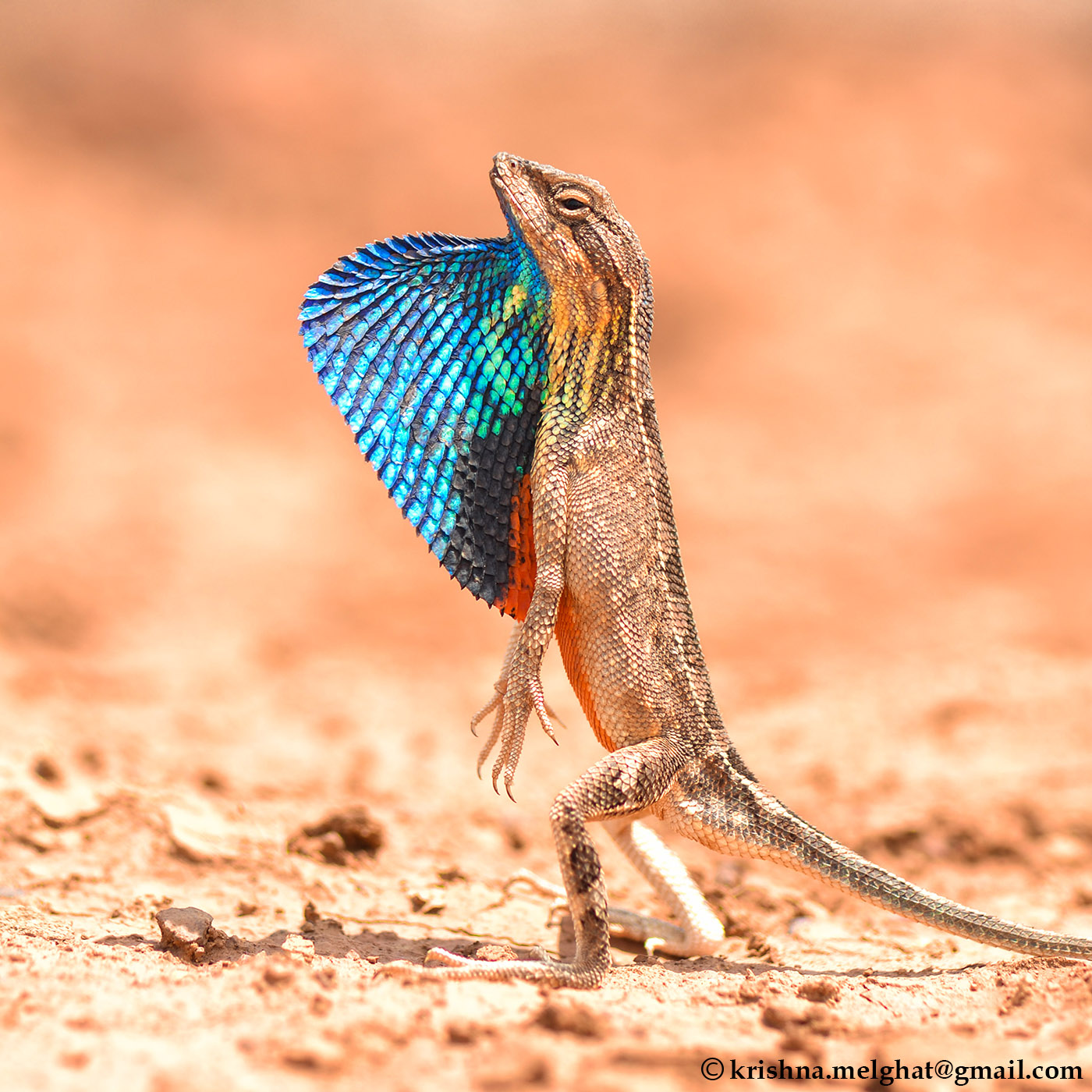
Sarada superba

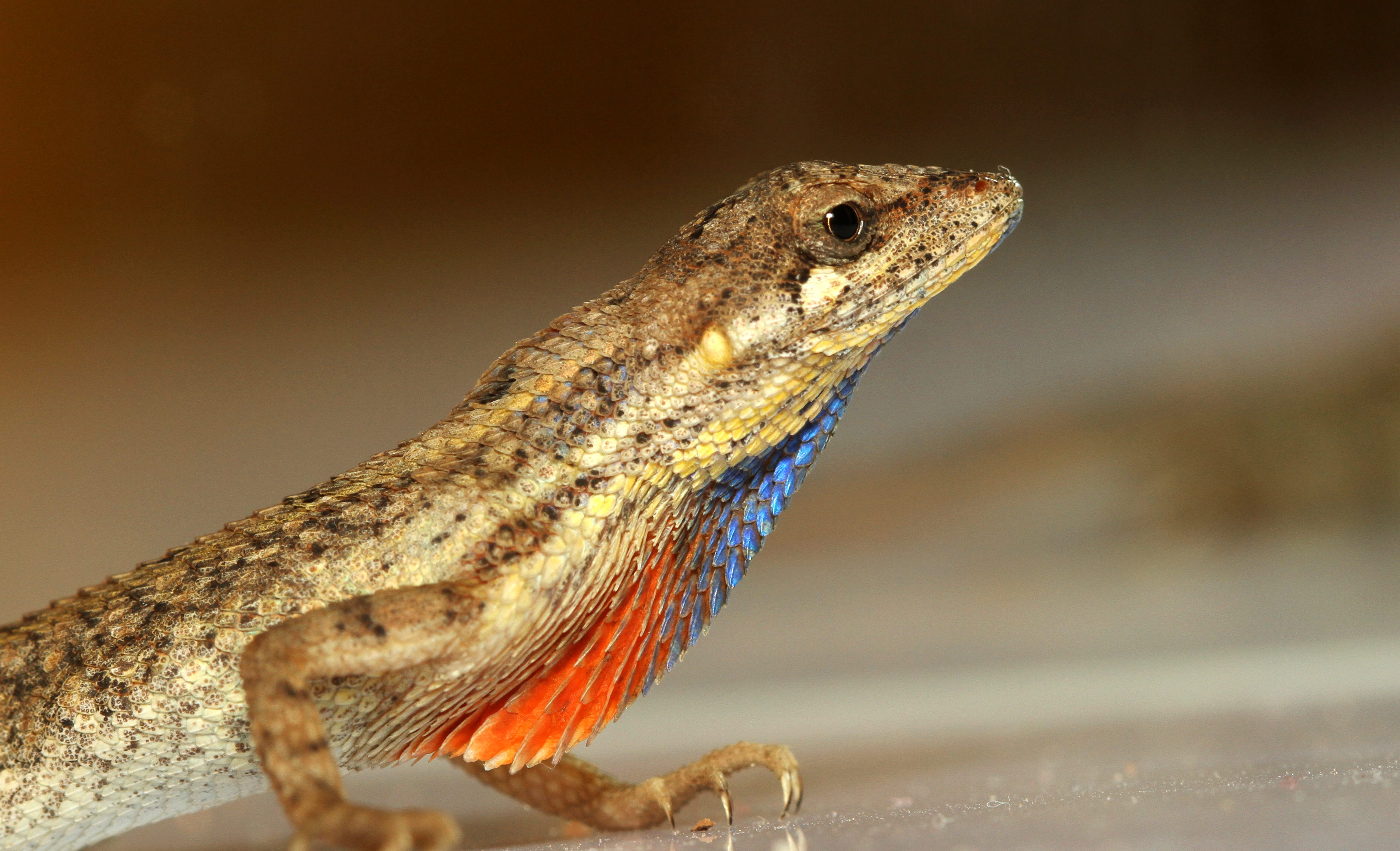
Sitana attenboroughii

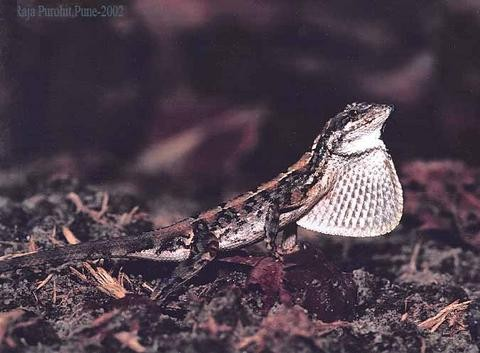
Sitana ponticeriana

Ezen alcsalád tagjai Ázsia déli részén és Óceániában élnek. Egyes rendszerezők beolvaszták őket az Agaminae alcsaládba.
- Acanthosaura – 11 faj
  - Acanthosaura armata
  - Acanthosaura bintangensis
  - Acanthosaura brachypoda
  - Acanthosaura capra
  - Acanthosaura cardamomensis
  - Acanthosaura coronata
  - Acanthosaura crucigera
  - Acanthosaura lepidogaster
  - Acanthosaura nataliae
  - Acanthosaura phuketensis
  - Acanthosaura titiwangsaensis

- Aphaniotis – 3 faj
  - Aphaniotis acutirostris
  - Aphaniotis fusca
  - Aphaniotis ornata

- Bronchocela – 13 faj
  - Bronchocela burmana
  - Bronchocela celebensis
  - Bronchocela cristatella
  - Bronchocela danieli
  - Bronchocela hayeki
  - tarajos díszesagáma (Bronchocela jubata)
  - Bronchocela marmorata
  - Bronchocela orlovi
  - Bronchocela rayaensis
  - Bronchocela rubrigularis
  - Bronchocela shenlong
  - Bronchocela smaragdina
  - Bronchocela vietnamensis

- Calotes (Cuvier, 1817) – 24 faj
  - Calotes bachae
  - Calotes bhutanensis
  - tüskéshátú agáma (Calotes calotes)
  - Calotes ceylonensis
  - Calotes chincollium
  - Calotes desilvai
  - Calotes emma
  - Calotes grandisquamis
  - Calotes htunwini
  - Calotes irawadi
  - Calotes jerdoni
  - Calotes kingdonwardi
  - Calotes liopcephalus
  - Calotes liolepis
  - Calotes manamendrai
  - Calotes maria
  - Calotes medogensis
  - Calotes minor
  - Calotes mystaceus
  - Calotes nemoricola
  - Calotes nigrilabris
  - Calotes nigriplicatus
  - Calotes pethiyagodai
  - változó díszesagáma (Calotes versicolor)

- Ceratophora – 5 faj
  - Ceratophora aspera
  - Ceratophora erdeleni
  - Ceratophora karu
  - Ceratophora stoddartii
  - Ceratophora tennentiis

- Complicitus (Manthey & Grossmann, 1997) – 1 faj
  - Complicitus nigrigularis

- Cophotis (Peters, 1861) – 2 faj
  - Srí Lanka-i fogófarkú agáma (Cophotis ceylanica)
  - Cophotis dumbara

- Cristidorsa – 2 faj
  - Cristidorsa otai
  - Cristidorsa planidorsata

- Dendragama – 3 faj
  - Dendragama australis
  - Dendragama boulengeri
  - Dendragama dioidema

- Diploderma – 24 faj
  - Diploderma batangensis
  - Diploderma brevicauda
  - Diploderma brevipes
  - Diploderma chapaense
  - Diploderma dymondi
  - Diploderma fasciata
  - Diploderma flaviceps
  - Diploderma grahami
  - Diploderma hamptoni
  - Diploderma iadinum
  - Diploderma laeviventre
  - Diploderma luei
  - Diploderma makii
  - Diploderma micangshanensis
  - Diploderma ngoclinensis
  - Diploderma polygonatum
  - Diploderma slowinskii
  - Diploderma splendidum
  - Diploderma swinhonis
  - Diploderma varcoae
  - Diploderma vela
  - Diploderma yulongense
  - Diploderma yunnanense
  - Diploderma zhaoermii

- Draco (Linnaeus, 1758) – 42 faj
  - Draco abbreviatus
  - Draco affinis
  - Draco beccarii
  - Draco biaro
  - Draco bimaculatus
  - Draco blanfordii
  - Draco boschmai
  - Draco bourouniensis
  - Draco caerulhians
  - Draco cornutus
  - Draco cristatellus
  - Draco cyanopterus
  - Draco dussumieri
  - Draco fimbriatus
  - Draco formosus
  - Draco guentheri
  - Draco haematopogon
  - Draco indochinensis
  - Draco iskandari
  - Draco jareckii
  - Draco lineatus
  - Draco maculatus
  - Draco maximus
  - Draco melanopogon
  - Draco mindanensis
  - Draco modiglianii
  - Draco norvillii
  - Draco obscurus
  - Draco ornatus
  - Draco palawanensis
  - Draco quadrasi
  - Draco quinquefasciatus
  - Draco reticulatus
  - Draco rhytisma
  - Draco spilonotus
  - Draco spilopterus
  - Draco sumatranus
  - Draco supriatnai
  - sziámi repülőagáma (Draco taeniopterus)
  - Draco timoriensis
  - közönséges repülőagáma (Draco volans)
  - Draco walkeri

- Gonocephalus (Kaup, 1825) – 16 faj
  - Gonocephalus abbotti
  - Gonocephalus bellii
  - Gonocephalus beyschlagi
  - Gonocephalus borneensis
  - szögletesfejű agáma (Gonocephalus chamaeleontinus)
  - Gonocephalus doriae
  - Gonocephalus grandis
  - Gonocephalus interruptus
  - Gonocephalus klossi
  - Gonocephalus kuhlii
  - Gonocephalus lacunosus
  - Gonocephalus liogaster
  - Gonocephalus megalepis
  - Gonocephalus mjoebergi
  - Gonocephalus semperi
  - Gonocephalus sophiae

- Harpesaurus – 5 faj
  - Harpesaurus beccarii
  - Harpesaurus borneensis
  - Harpesaurus ensicauda
  - Harpesaurus modigliani
  - Harpesaurus tricinctus

- Hypsicalotes – 1 faj
  - Hypsicalotes kinabaluensis

- Japalura – 7 faj
  - Japalura andersoniana
  - Japalura dashi
  - Japalura kumaonensis
  - Japalura major
  - Japalura sagittifera
  - Japalura tricarinata
  - Japalura variegata

- Lophocalotes – 2 faj
  - Lophocalotes achlios
  - Lophocalotes ludekingi

- Lyriocephalus – 1 faj
  - lírafejű agáma (Lyriocephalus scutatus)

- Malayodracon – 1 faj
  - Malayodracon robinsonii

- Mantheyus – 1 faj
  - Mantheyus phuwuanensis

- Microauris – 1 faj
  - Microauris aurantolabium

- Mictopholis – 1 faj
  - Mictophelis austeniana

- Monilesaurus – 2 faj
  - Monilesaurus ellioti
  - Monilesaurus rouxii

- Oriocalotes – 1 faj
  - Oriocalotes paulus

- Otocryptis (Wagler, 1830) – 3 faj
  - Otocryptis beddomii
  - Otocryptis nigrostigma
  - Otocryptis wiegmanni

- Phoxophrys – 5 faj
  - Phoxophrys borneensis
  - Phoxophrys cephalum
  - Phoxophrys nigrilabris
  - Phoxophrys spiniceps
  - Phoxophrys tuberculata

- Psammophilus – 2 faj
  - Psammophilus blanfordanus
  - Psammophilus dorsalis

- Pseudocalotes – 23 faj
- Indokínai csoport
  - Pseudocalotes andamanensis
  - Pseudocalotes austeniana 
  - Pseudocalotes bapoensis
  - Pseudocalotes brevipes
  - Pseudocalotes floweri
  - Pseudocalotes kakhienensis
  - Pseudocalotes khaonanensis
  - Pseudocalotes kingdonwardi
  - Pseudocalotes microlepis
  - Pseudocalotes poilani
  - Pseudocalotes ziegleri
- Szunda-szigeteki csoport
  - Pseudocalotes baliomus
  - Pseudocalotes cybelidermus
  - Pseudocalotes dringi
  - Pseudocalotes drogon
  - Pseudocalotes flavigula
  - Pseudocalotes guttalineatus
  - Pseudocalotes larutensis
  - Pseudocalotes rhaegal
  - Pseudocalotes rhammanotus
  - Pseudocalotes saravacensis
  - Pseudocalotes tympanistriga
  - Pseudocalotes viserion

- Pseudocophotis – 2 faj
  - Pseudocophotis kontumensis
  - Pseudocophotis sumatrana

- Ptyctolaemus – 2 faj
  - Ptyctolaemus polycristatus
  - Ptyctolaemus gularis

- Salea – 2 faj
  - Salea anamallayana
  - Salea horsfieldii

- Sarada – 3 faj
  - Sarada darwini
  - Sarada deccanensis
  - Sarada superba

- Sitana (Cuvier, 1829) – 13 faj
  - Sitana attenboroughii
  - Sitana devakai
  - Sitana fusca
  - Sitana gokakensis
  - Sitana kalesari
  - Sitana laticeps
  - Sitana marudhamneydhal
  - Sitana ponticeriana
  - Sitana schleichi
  - Sitana sivalensis
  - Sitana spinaecephalus
  - Sitana thondalu
  - Sitana visiri

- Thaumatorhynchus – 1 faj
  - Thaumatorhynchus brooksi

### Vitorlásagáma-formák(Hydrosaurinae)

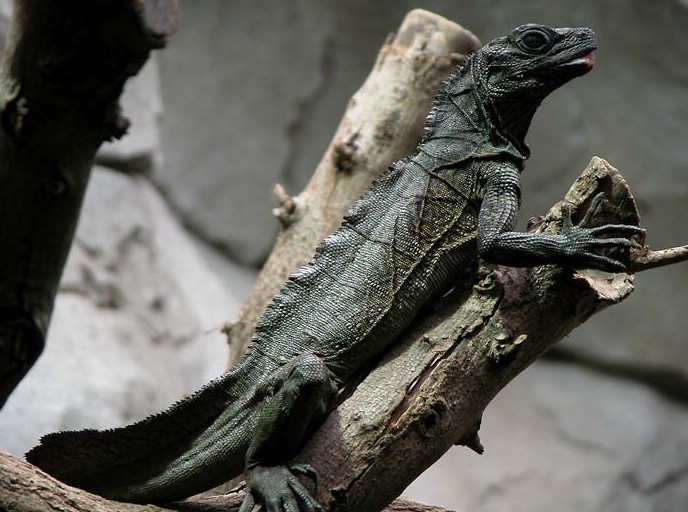
Vitorlás agáma (Hydrosaurus amboinensis)

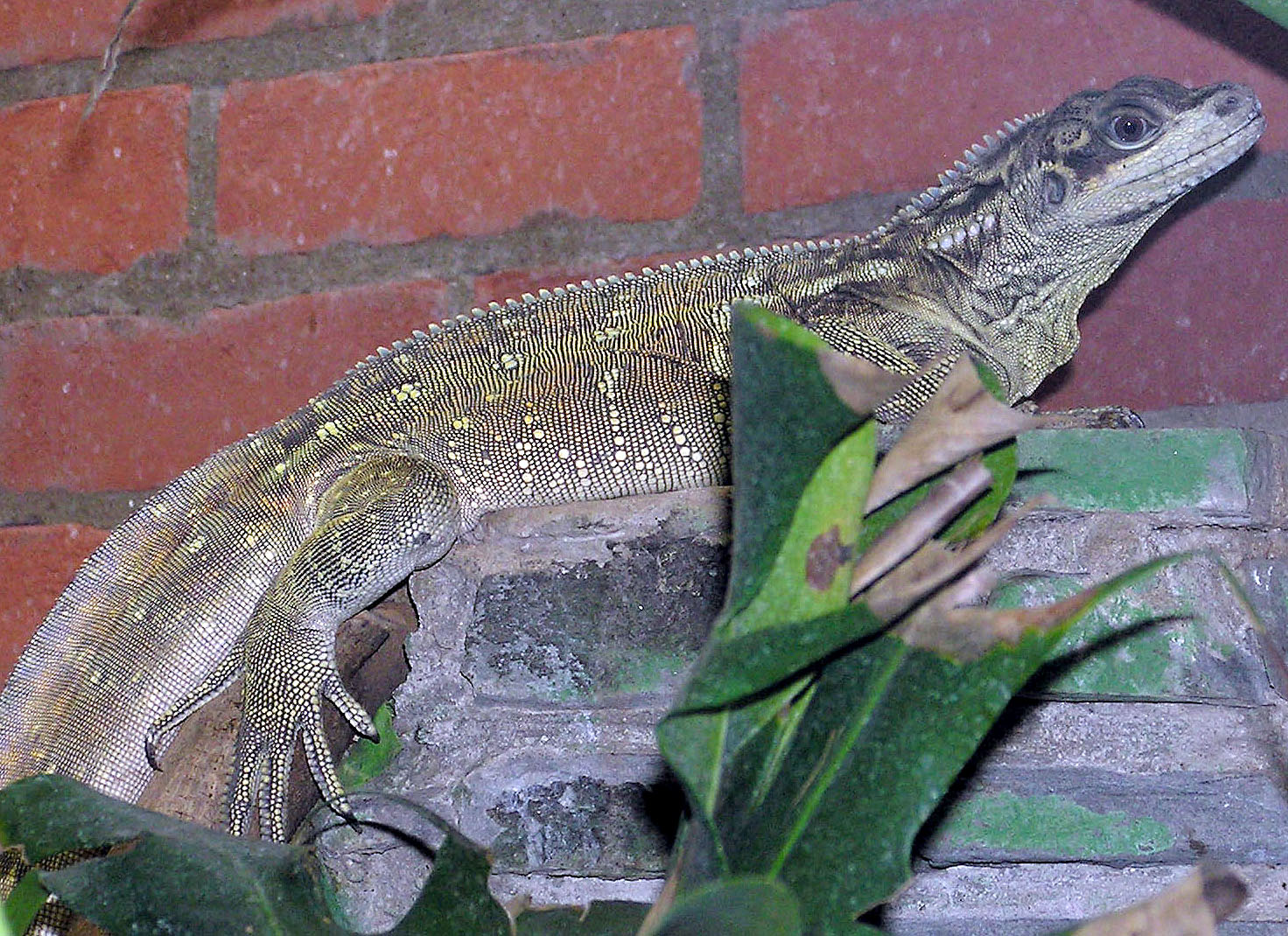
Szemölcsös vitorlásagáma (Hydrosaurus pustulatus)

Ebbe az alcsaládba kizárólag a délkelet-ázsiai vitorlásagámák tartoznak.
- Hydrosaurus (Kaup, 1828) – 3 faj
  - vitorlás agáma (Hydrosaurus amboinensis)
  - szemölcsös vitorlásagáma (Hydrosaurus pustulatus)
  - Weber-vitorlásagáma (Hydrosaurus weberi)

### Lepkeagáma-formák
A lepkeagáma-formák (Leiolepidinae) alcsaládba 1 nem és 9 faj tartozik
- Leiolepis – 9 faj
  - lepkeagáma (Leiolepis belliana)
  - Leiolepis boehmei
  - Leiolepis guentherpetersi
  - Leiolepis guttata
  - Leiolepis ngovantrii
  - Leiolepis peguensis
  - Leiolepis reevesii
  - Leiolepis rubritaeniata
  - Leiolepis triploida

### Tüskésfarkúgyík-formák

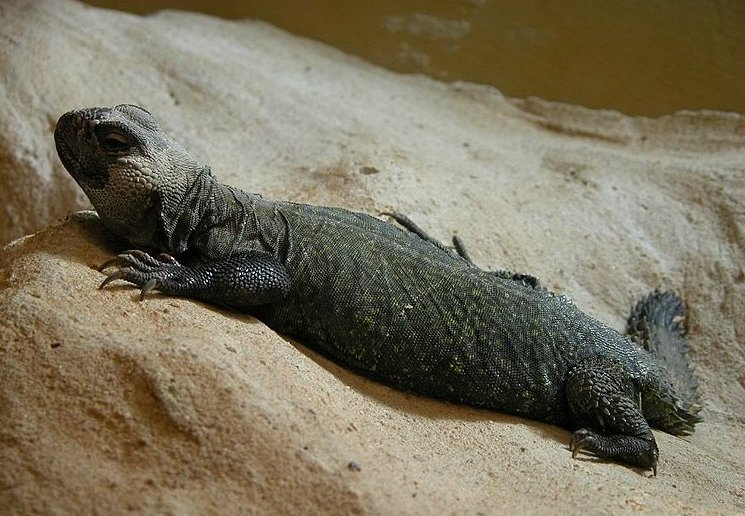
Afrikai tüskésfarkúgyík (Uromastyx acanthinura)

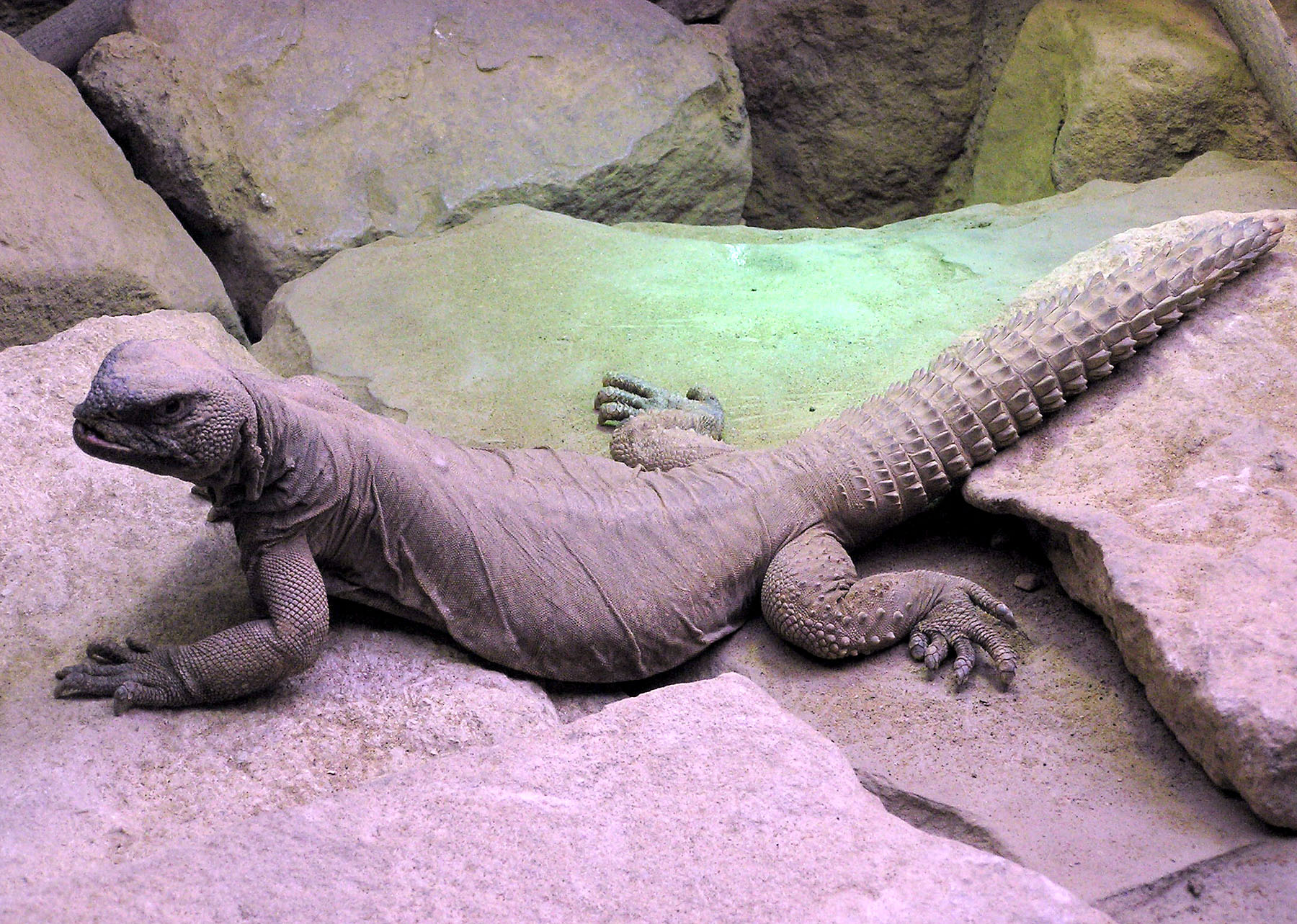
Egyiptomi tüskésfarkúgyík (Uromastyx aegyptia)

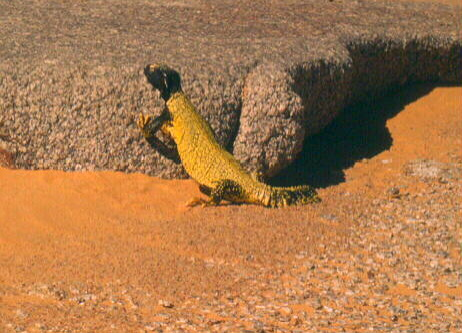
Uromastyx dispar

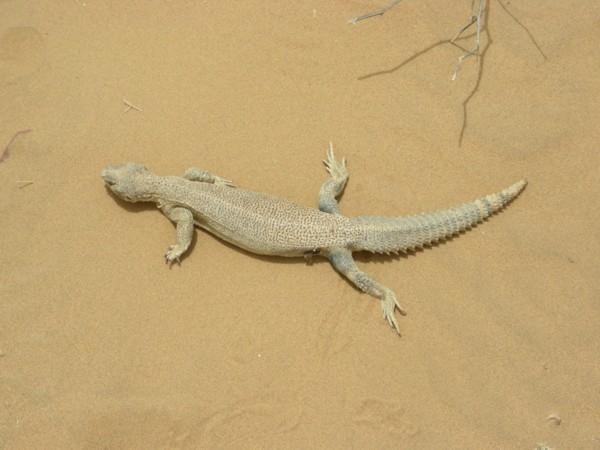
Uromastyx hardwickii

A tüskésfarkúgyík-formák (Uromastycinae) alcsaládba 2 nem és 20 faj tartozik
- Uromastyx Merrem, 1820 – 17 faj
  - afrikai tüskésfarkú gyík (Uromastyx acanthinura, Uromastyx acanthinurus)
  - egyiptomi tüskésfarkú gyík (Uromastyx aegyptia)
  - Uromastyx alfredschmidti
  - Uromastyx benti
  - Uromastyx dispar
  - szaharai tüskésfarkú gyík (Uromastyx geyri)
  - Uromastyx macfadyeni
  - Uromastyx nigriventris
  - Uromastyx occidentalis
  - Uromastyx ocellata
  - Uromastyx ornata
  - Uromastyx princeps
  - Uromastyx thomasi
  - jemeni tüskésfarkú gyík (Uromastyx yemenensis)

- Saara – 3 faj
  - Saara asumussi
  - Saara hardwickii
  - Saara loricata